# Krupp

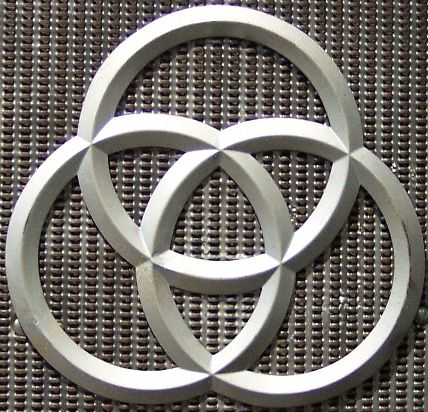
Símbolo de la industria pesada alemana: Las tres llantas de ferrocarril entrelazadas de Krupp

Krupp es el apellido de una familia de industriales alemanes de los siglos XIX y XX, que creó el consorcio Krupp, la mayor empresa de Europa en su época. En 1999, Krupp se fusionó con Thyssen AG, formando el grupo empresarial ThyssenKrupp AG.
El éxito de las empresas fundadas por Friedrich Krupp y llevadas a su florecimiento comercial por su hijo Alfred (de quien las heredaría Friedrich Alfred Krupp), así como el gran tamaño de las fábricas Krupp, forjaron decisivamente la imagen de la ciudad de Essen desde la segunda industrialización alemana hasta el fin de la Segunda Guerra Mundial. En 1914, Alemania era la nación industrial más poderosa de Europa. El epítome de su industria era la firma Krupp, cuya primera fábrica fue construida en Essen. En 1902, la fábrica se había convertido por sí misma en una gran ciudad con sus propias calles, su propia fuerza de policía, bomberos y leyes de tráfico. Disponía de 150 kilómetros de ferrocarril, 60 edificios de fábricas diferentes, 8500 máquinas herramienta, siete estaciones eléctricas, 140 kilómetros de cable subterráneo y otros 46 kilómetros en superficie.
Los Krupp se relacionaron estrechamente (salvo durante la República de Weimar) con todos los gobernantes alemanes, desde Guillermo I hasta Konrad Adenauer. Las armas producidas por la empresa protagonizaron las guerras europeas desde 1866 hasta 1945.

## Semblanza general

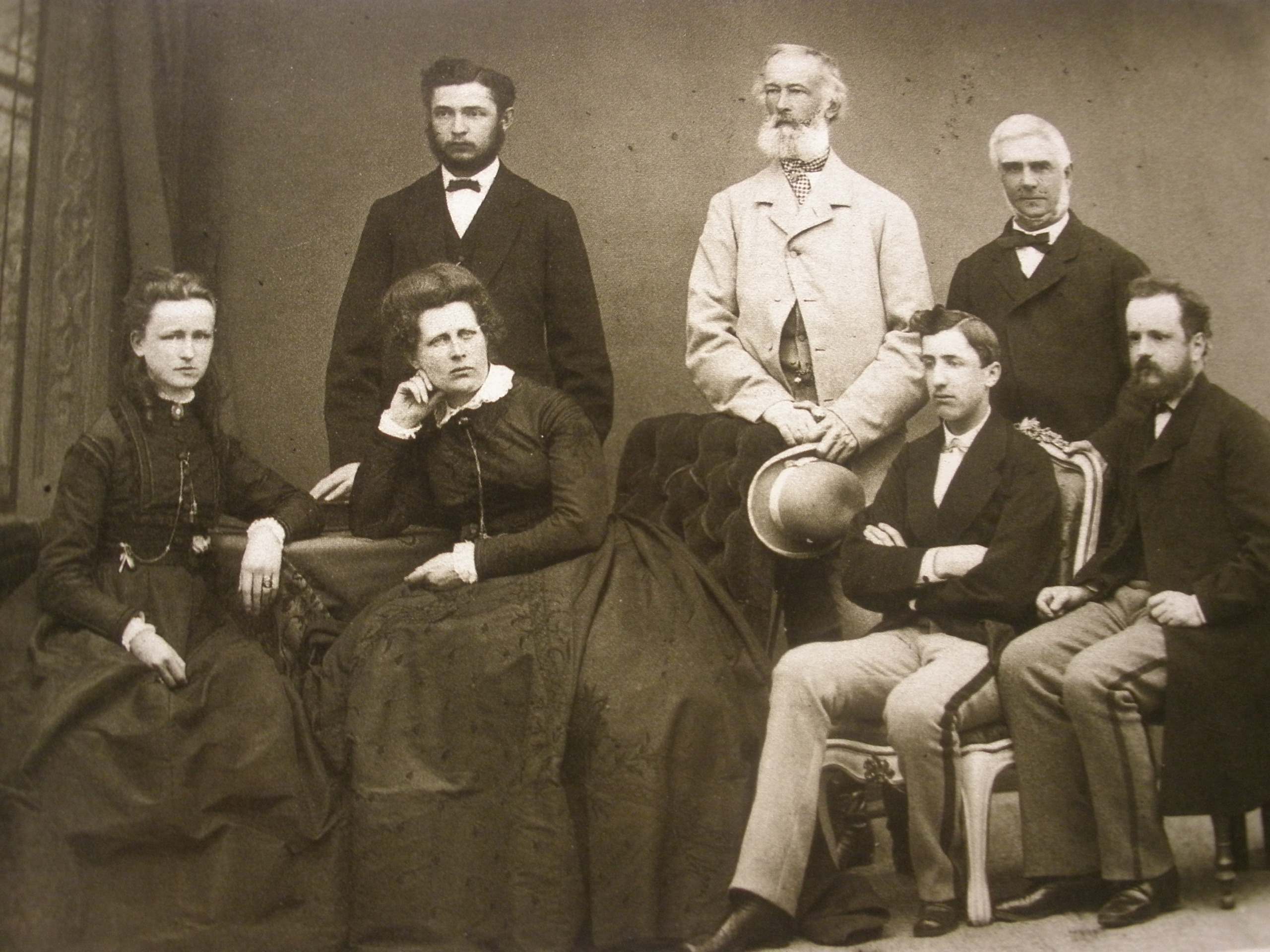
La familia Krupp y amigos (Niza, 1868). De izquierda a derecha: Clara Bruch, Bertha Krupp, Dr. Schwengberg [de pie] (tutor de Friedrich Alfred Krupp), Alfred Krupp [de pie con chaqueta blanca], Friedrich Alfred Krupp, el Dr. Schmidt [de pie] (médico residente) y otra persona

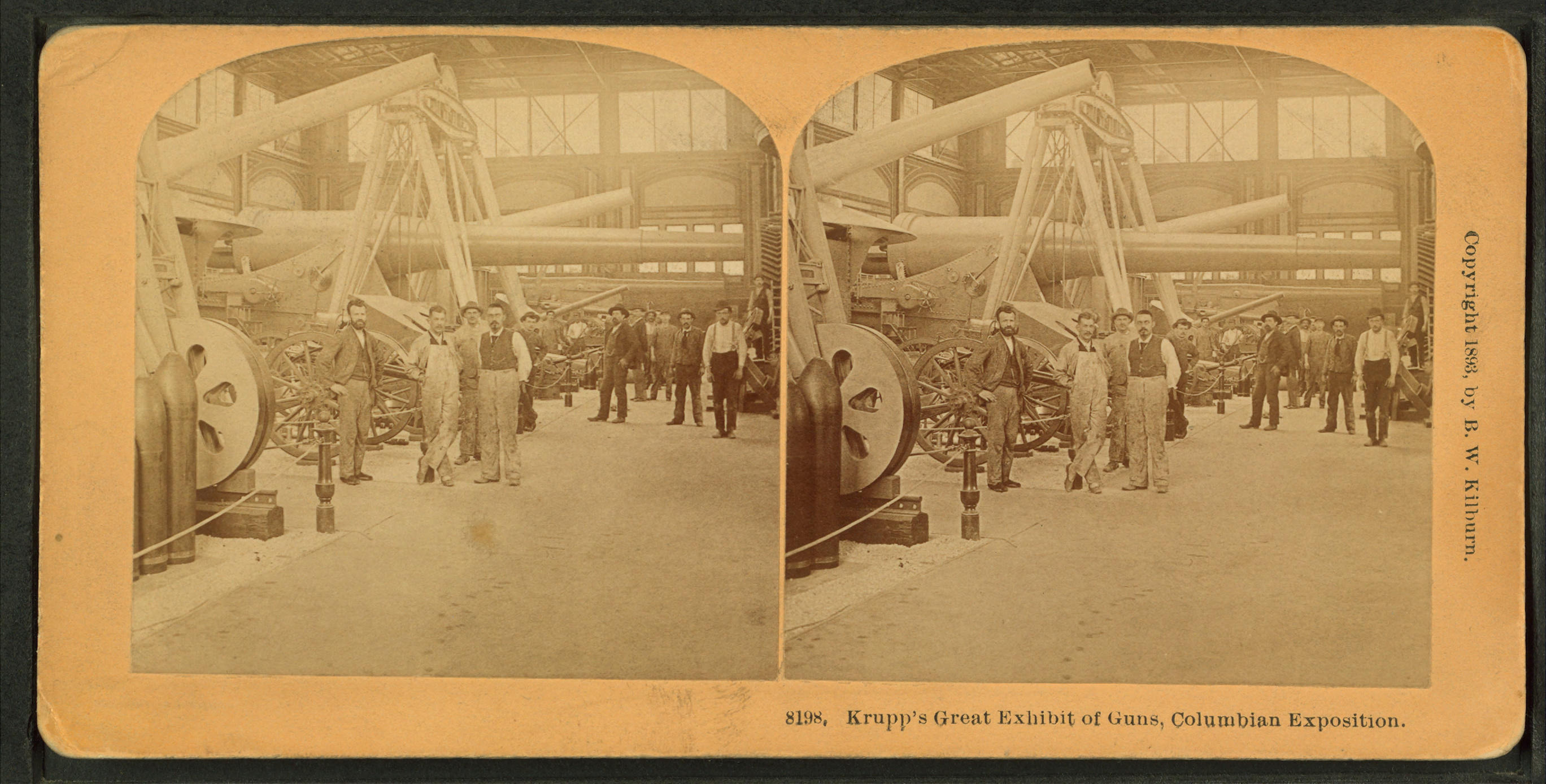
Imagen estereoscópica de la gran exhibición de los cañones Krupp en la Exposición Mundial Colombina de 1893

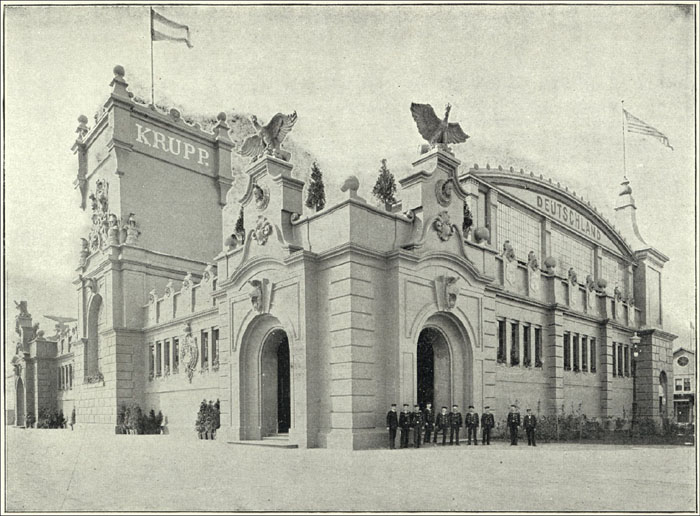
Pabellón de Krupp en la Exposición Colombina

Las actividades de la familia basadas en la siderurgia se iniciaron con Friedrich Krupp (1787-1826), quien construyó en 1810 una fundición de acero pionera junto a la localidad de Essen. Su hijo Alfred (1812-1887), conocido como "el Rey del Cañón" o como "Alfred el Grande", invirtió mucho dinero en nueva tecnología para convertirse en un importante fabricante de barras de acero (utilizadas en la fabricación de cuberterías) y de llantas de ferrocarril. También invirtió en tecnologías de producción en masa (en particular, generalizó el uso del convertidor Thomas-Bessemer) y adquirió muchas minas en Alemania y Francia. Inusual para la época, proporcionó servicios sociales a sus trabajadores, incluidos la vivienda subsidiada y beneficios de salud y jubilación.
La compañía comenzó a fabricar cañones de acero en la década de 1840, especialmente para los ejércitos ruso, turco y prusiano. La baja demanda no militar y los subsidios gubernamentales hicieron que la empresa se especializara cada vez más en armamento: a finales de la década de 1880, la fabricación de armas representaba alrededor del 50% de la producción total de Krupp. Cuando Alfred comenzó con la empresa, tenía cinco empleados. A su muerte, veinte mil personas trabajaban para la empresa, lo que la convirtió en la compañía industrial más grande del Imperio Alemán y del mundo por entonces.
La firma construyó el Gran Pabellón de Krupp, donde se pudo visitar una extensa exhibición de armas durante la Exposición Colombina de 1893.

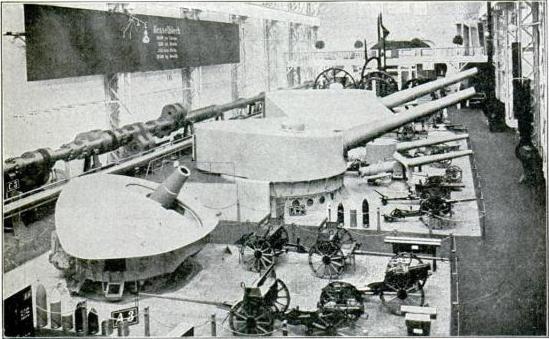
Una muestra de cañones navales y piezas de artillería de campaña de la fábrica de Krupp en Essen, Alemania. (hacia 1905)

En la primera mitad del siglo XX, la empresa estuvo dirigida por Gustav Krupp (1870-1950), quien asumió el apellido Krupp cuando se casó con la heredera de Krupp, Bertha Krupp. Después de que Adolf Hitler llegó al poder en Alemania en 1933, la fábrica se convirtió en el centro del rearme alemán. En 1943, por orden especial de Hitler, la compañía volvió a ser de un propietario único, con el hijo mayor de Gustav y Bertha, Alfried Krupp von Bohlen und Halbach (1907-1967) como propietario. Después de la derrota de Alemania, se consideró que Gustav no podía ser juzgado debido a su estado senil, y el Tribunal MIlitar de Núremberg condenó a Alfried como criminal de guerra en el Juicio a Krupp por "saqueo" y por el uso de mano de obra esclava por parte de su empresa. Lo condenó a 12 años de prisión y le ordenó vender el 75% de sus propiedades. Sin embargo, en 1951 (en plena Guerra Fría), no se presentó ningún comprador. Las autoridades de ocupación estadounidenses lo liberaron y en 1953 retomó el control de la empresa.
En 1968, la compañía se convirtió en una Aktiengesellschaft y la propiedad se transfirió a la Fundación Alfried Krupp von Bohlen und Halbach. En 1999, el Grupo Krupp se fusionó con su mayor competidor, Thyssen AG. La empresa combinada, ThyssenKrupp, se convirtió en la mayor empresa alemana y en uno de los mayores productores de acero del mundo.

## Historia de la familia

### Período inicial (1587-1807)

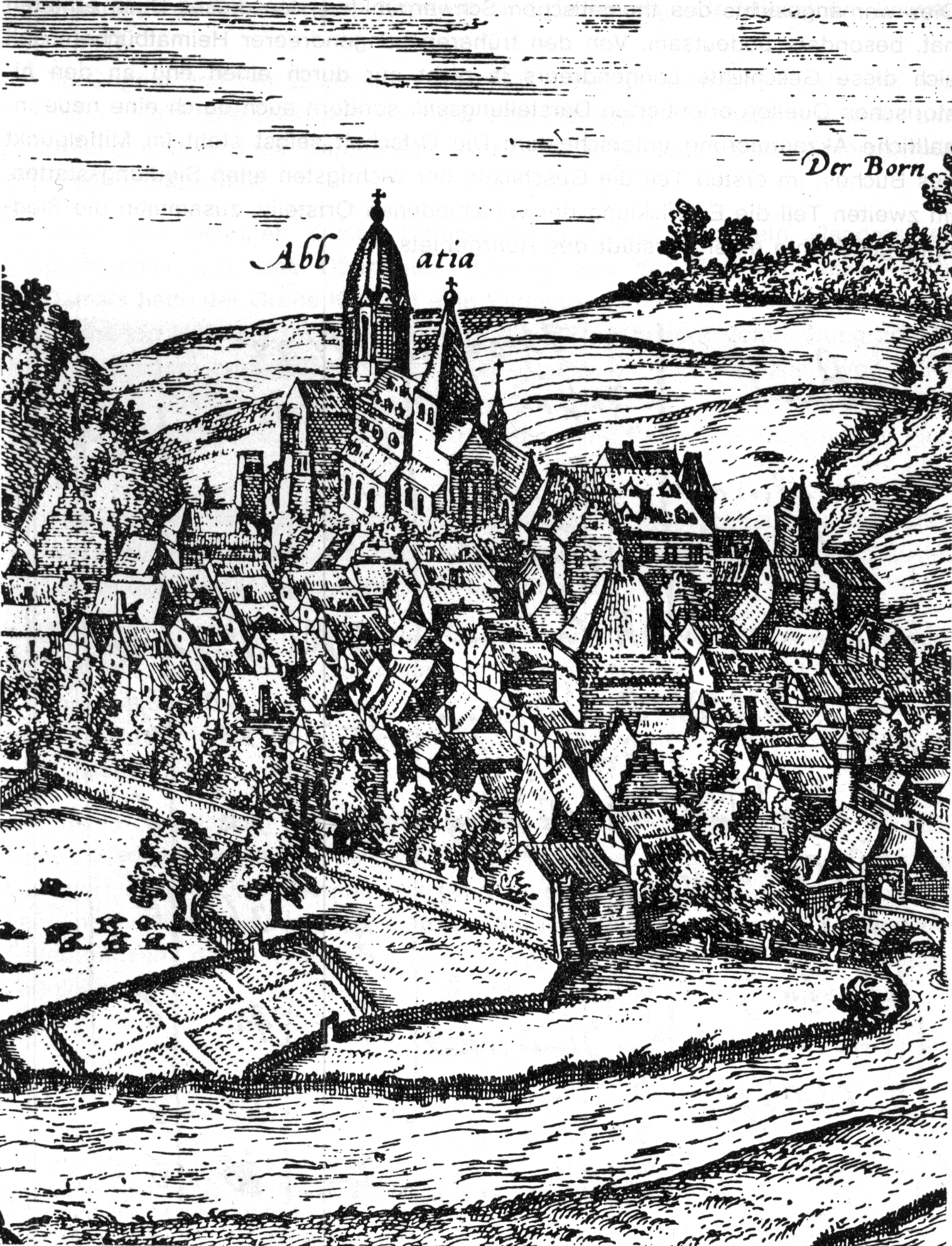
Grabado con una vista de Essen (1581)

La familia Krupp apareció por primera vez en el registro histórico en 1587, cuando Arndt Krupp se unió al guilda de los comerciantes en Essen. Arndt, un comerciante, llegó a la ciudad justo antes de una epidemia de peste negra y se convirtió en uno de los hombres más ricos de la ciudad al comprar la propiedad de familias que huyeron de la epidemia. Después de su muerte en 1624, se hizo cargo del negocio familiar su hijo Anton, quien supervisó una operación de comercio de armas durante la guerra de los Treinta Años (1618-48), el primer episodio de la larga asociación de la familia con la fabricación de armamento.
Durante el siglo siguiente, los Krupp continuaron adquiriendo propiedades y se involucraron en la política municipal de Essen. A mediados del siglo XVIII, Friedrich Jodocus Krupp,: 11  tataranieto de Arndt, encabezaba la familia Krupp. En 1751, se casó con Helene Amalie Krupp (otra de las tataranietas de Arndt); Jodocus murió seis años después, lo que dejó a su viuda a cargo del negocio.: 12  La viuda Krupp expandió enormemente las propiedades de la familia en las décadas siguientes, adquiriendo una manufactura textil, participaciones en cuatro minas de carbón y (en 1800) una forja ubicada junto un arroyo cerca de Essen.

### La época de Friedrich (1807-1826)

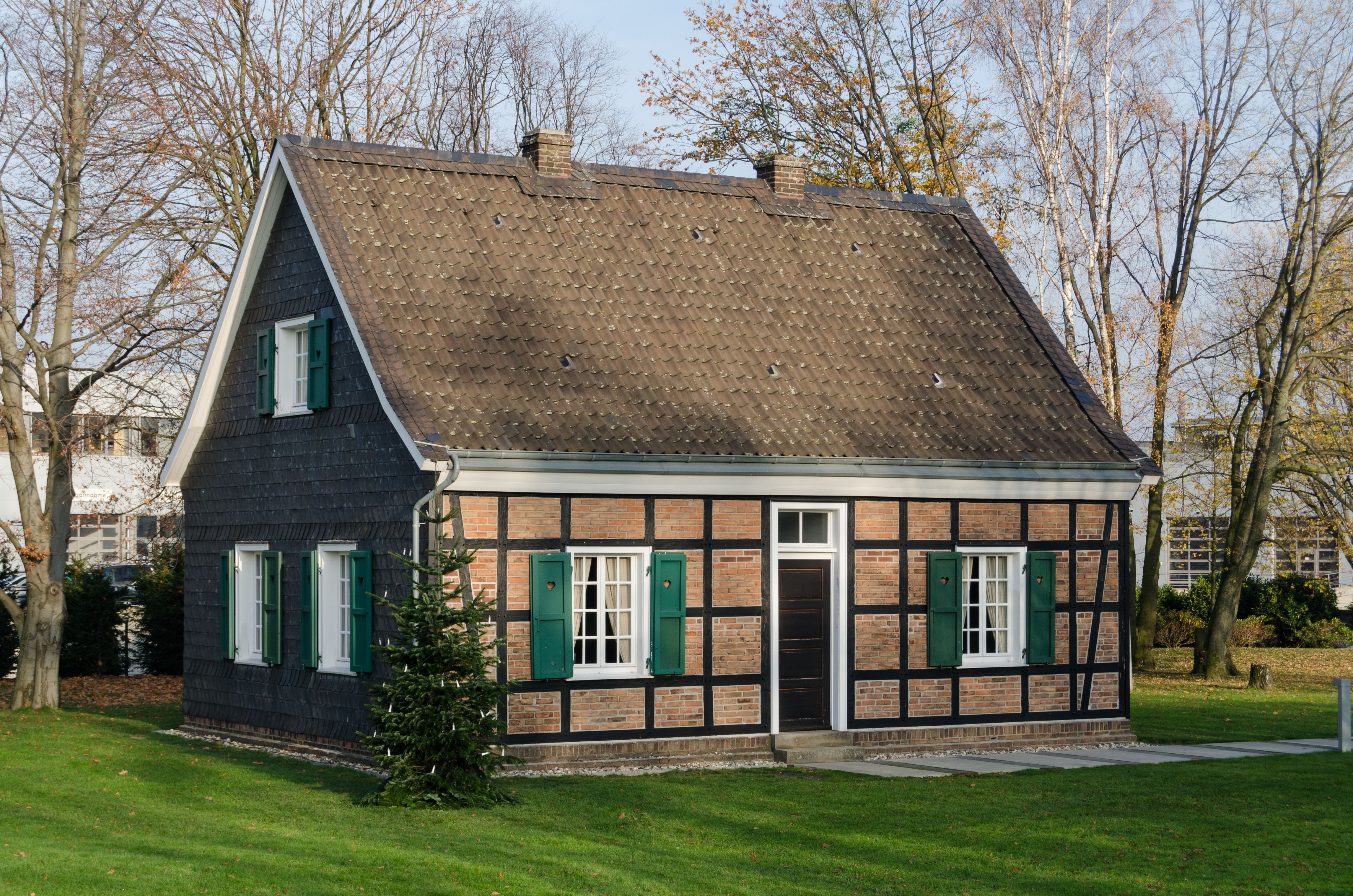
Casa Krupp Histórica

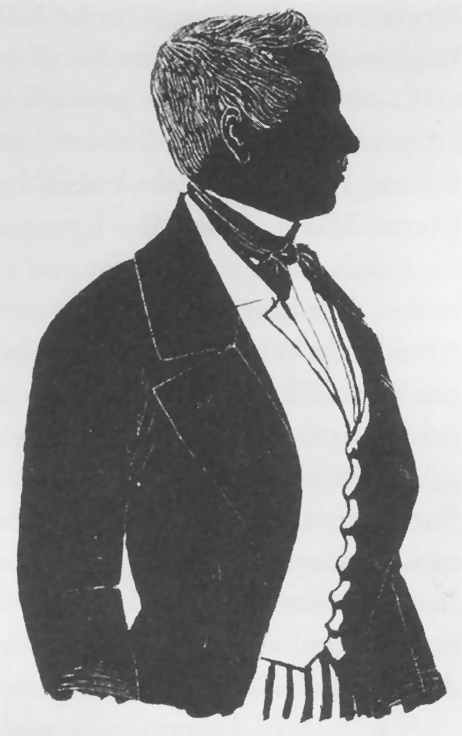
Silueta de Friedrich Krupp

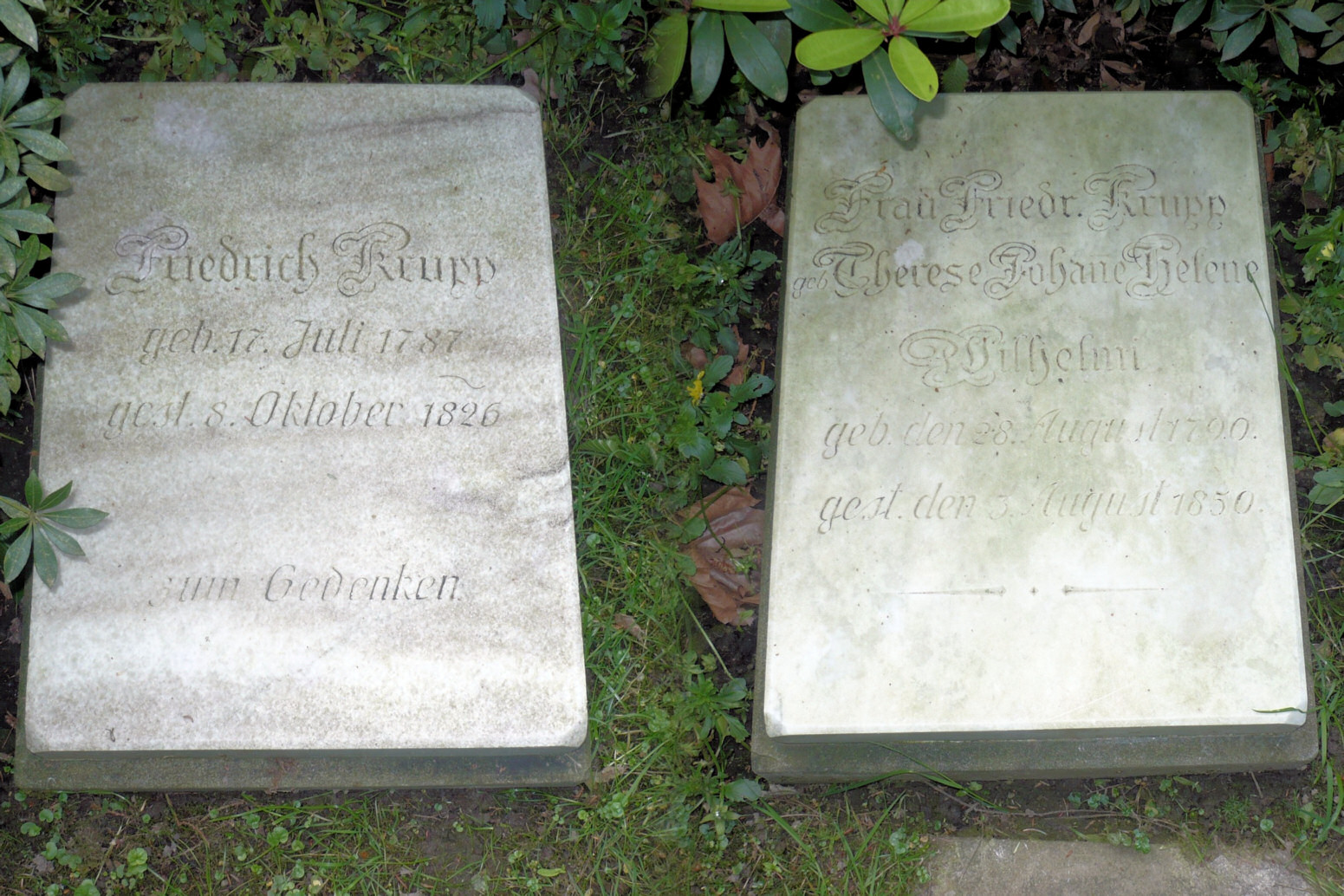
Lápidas de Friedrich Krupp y su esposa Therese Wilhelmi en el cementerio Bredeney de Essen

En 1807, el creador de la moderna firma Krupp, Friedrich Krupp, inició su carrera comercial a los 19 años, cuando la viuda Krupp lo nombró gerente de la forja.: 23  El padre de Friedrich, el hijo de la viuda, había muerto 11 años antes. Desde entonces, la viuda había instruido al joven Friedrich en la práctica del comercio, ya que parecía el heredero lógico de la familia. Desafortunadamente, Friedrich demostró ser demasiado incauto para su propio bien y rápidamente acabó con la rentabilidad de la antigua forja. La viuda pronto tuvo que venderla.
En 1810, la viuda murió, y en lo que resultaría un movimiento desastroso, dejó prácticamente toda la fortuna y propiedad de Krupp a Friedrich. Recién enriquecido, Friedrich decidió descubrir el secreto del acero fundido (por el sistema de crisol). Benjamin Huntsman, un relojero de Sheffield, había sido pionero en un proceso para fabricar acero de crisol en 1740, pero los británicos habían logrado mantenerlo en secreto, lo que obligó a otros a importar acero. Cuando Napoleón comenzó su bloqueo del Imperio británico (véase Bloqueo Continental), el acero británico dejó de estar disponible, y el gobierno francés ofreció un premio de cuatro mil francos a cualquiera que pudiera replicar el método británico de fabricar acero. Este premio despertó el interés de Friedrich.
Así, en 1811 Friedrich fundó la Krupp Gusstahlfabrik (Fundición de acero). Se dio cuenta de que necesitaría una instalación grande con una fuente de energía fiable para tener éxito, por lo que construyó un molino hidráulico y una fundición junto al río Ruhr, que desafortunadamente resultó ser un cauce poco utilizable. Friedrich dedicó una cantidad significativa de tiempo y dinero en la pequeña instalación impulsada por hidráulica, descuidando otros negocios de Krupp, pero en 1816 pudo producir acero fundido. Murió en Essen, el 8 de octubre de 1826 a los 39 años.

### La época de Alfred (1826-1887)

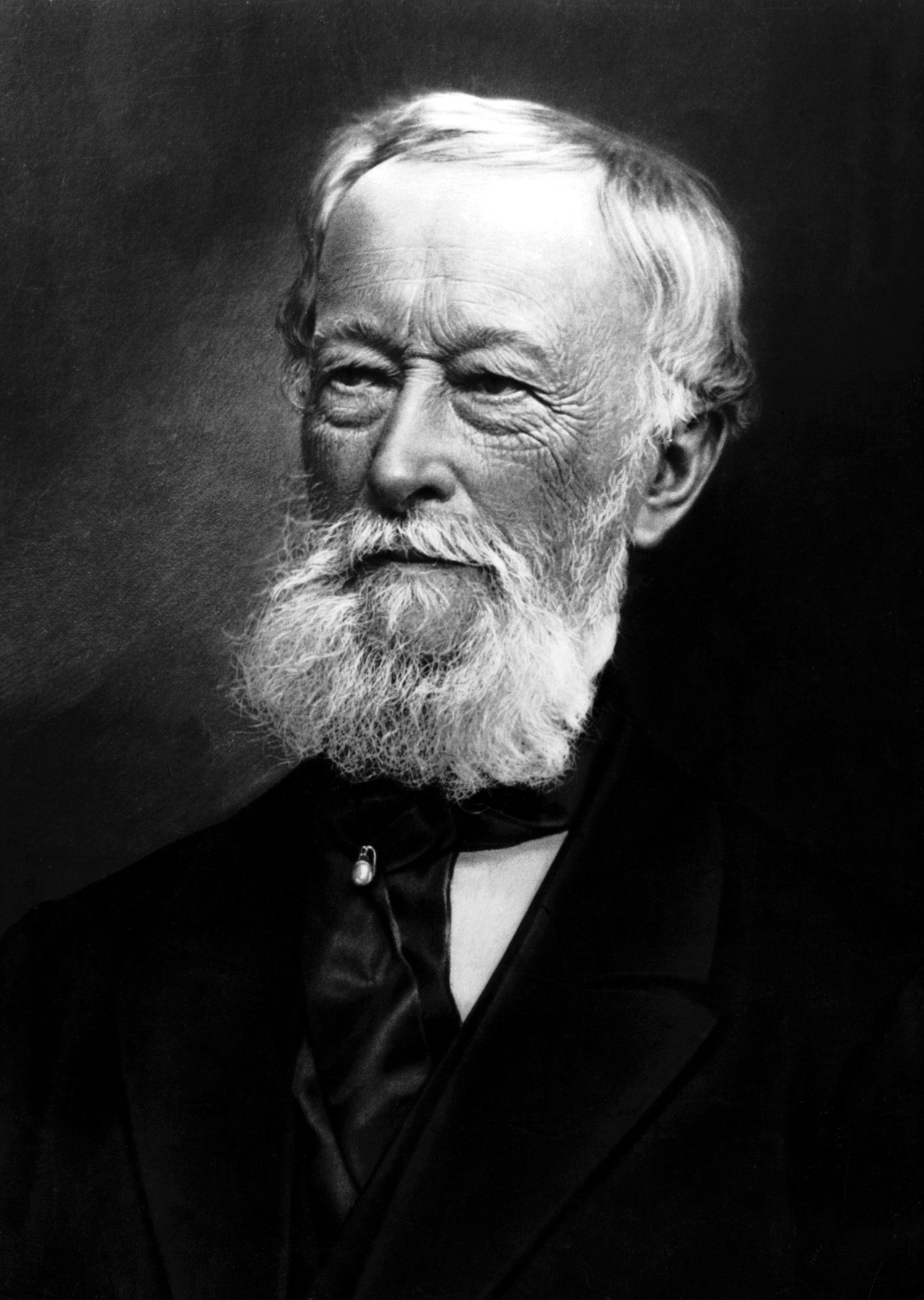
Alfred Krupp

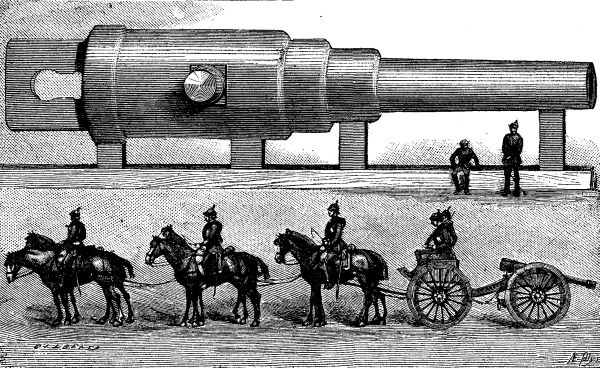
Cañón Krupp de calibre 400 mm (c 1880)

Alfred Krupp (nacido Alfried Felix Alwyn Krupp), hijo de Friedrich Carl, nació en Essen en 1812. La muerte de su padre lo obligó a dejar la escuela a los catorce años y asumir la responsabilidad de la acería en compañía de su madre Therese Krupp. Las perspectivas eran desalentadoras: su padre había gastado una fortuna considerable en el intento de fundir acero en grandes lingotes, y para que las fábricas siguieran funcionando, la viuda y la familia vivían con extrema frugalidad. El joven director trabajaba junto a los empleados del negocio durante el día y continuaba los ensayos de su padre por la noche, mientras de vez en cuando recorría Europa tratando de promocionar los productos Krupp y realizar ventas. Fue durante una estancia en Inglaterra cuando el joven Alfried se enamoró del país y adoptó la ortografía inglesa de su nombre.: 46 
Durante años, las fábricas apenas generaron dinero para cubrir los salarios de los trabajadores. Pero en 1841, el hermano de Alfred, Hermann, inventó el sistema de corte fino,: 36  que Alfred patentó, aportando suficiente dinero para ampliar la fábrica, la producción de acero y los bloques de acero fundido. En 1847, Krupp fabricó su primer cañón de acero fundido. En la Gran Exposición de Londres de 1851, se exhibió un cañón de seis libras fabricado completamente de acero fundido, y un lingote de acero libre de imperfecciones con un peso de 4300 libras (1950,4 kg), más del doble que cualquier fundición anterior. Lo superó con un lingote de 100 000 libras (45 359,2 kg) para la Exposición de París en 1855. Las exhibiciones de Krupp causaron sensación en el mundo de la ingeniería y las obras de Essen se hicieron famosas.
En 1851, otra innovación exitosa, las llantas de ferrocarril sin soldaduras, inició la principal fuente de ingresos de la empresa, gracias a las ventas efectuadas a los ferrocarriles de Estados Unidos. Alfred amplió la fábrica y cumplió con su plan largamente acariciado para construir un cañón de retrocarga totalmente de acero fundido. Creía firmemente en la superioridad del sistema de retrocarga, debido a la precisión y a la velocidad del disparo mejoradas, pero esta visión no ganó la aceptación general entre los estamentos militares, que permanecieron leales al tradicional cañón de bronce de avancarga. Alfred pronto comenzó a producir obuses de retrocarga, uno de los cuales regaló al Reino de Prusia.
De hecho, al no poder vender su cañón de acero, Krupp se lo ofreció al rey de Prusia, quien lo usó como pieza decorativa. Sin embargo, el hermano del rey, Guillermo, se dio cuenta de la importancia de la innovación. Después de convertirse en regente en 1859, Prusia compró el primero de los 312 cañones de acero suministrados por Krupp, que se convirtió en el principal fabricante de armas para el ejército prusiano.
Prusia utilizó la tecnología avanzada de Krupp para derrotar tanto a Austria como a Francia durante el conflicto que concluyó con la unificación alemana. El alto mando francés se había negado a comprar armas Krupp, a pesar del apoyo de Napoleón III a esta propuesta. La guerra franco-prusiana fue en parte un concurso de "Kruppstahl" contra cañón de bronce. El éxito de la artillería alemana estimuló la primera carrera armamentista internacional, en la que los productos de Krupp se enfrentaron a los de la compañía francesa Schneider-Creusot y a los de la británica Armstrong.: 106  Krupp pudo vender, alternativamente, artillería mejorada y blindaje de acero mejorado a distintos países, desde Rusia hasta Chile y Siam.
Durante el pánico financiero de 1873, Alfred continuó expandiendo los intereses de su empresa, incluida la compra de minas españolas: 122  y el transporte marítimo holandés, convirtiendo a Krupp en la empresa más grande y rica de Europa, pero casi llevándola a la bancarrota. La compañía fue rescatada gracias un préstamo de 30 millones de marcos de un consorcio de bancos organizado por el Banco del Estado de Prusia.s: 968 

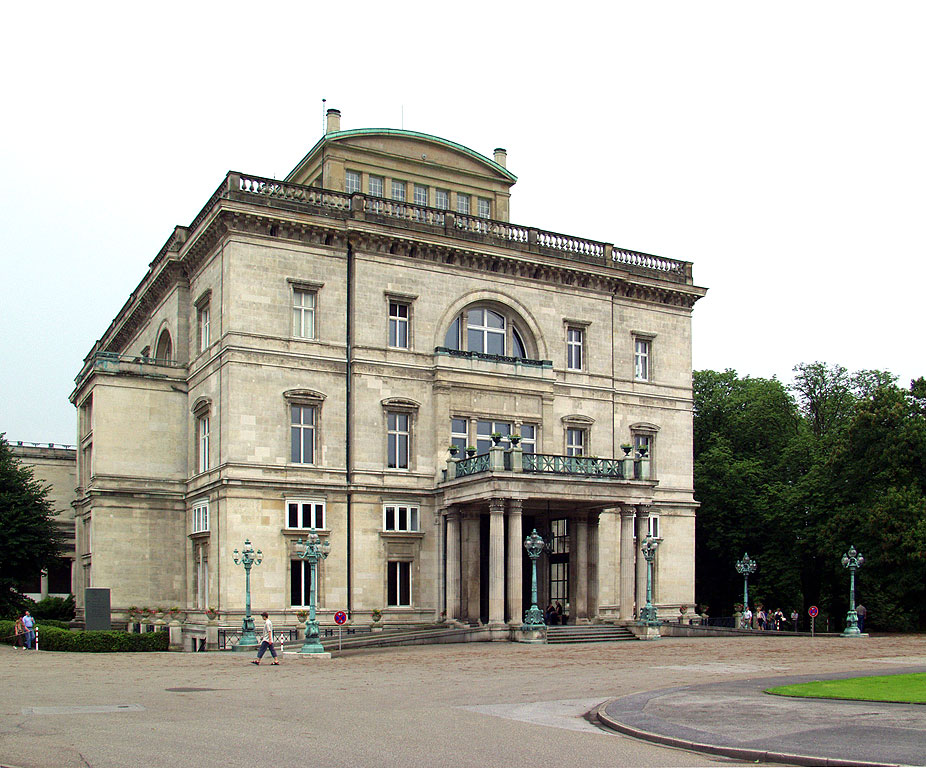
Villa Hügel en Essen

En 1878 y 1879 Krupp celebró concursos conocidos como "Völkerschiessen", que consistían en demostraciones de disparos de cañones para compradores internacionales. Estos se llevaron a cabo en Meppen,: 81  en el campo de maniobras más grande del mundo; propiedad privada de Krupp. Logró que 46 países se convirtieran en sus clientes. En el momento de su muerte en 1887, tenía 75.000 empleados, incluidos 20.200 en Essen. Durante su vida, Krupp fabricó un total de 24.576 cañones; 10.666 para el gobierno alemán y 13.910 para exportación.
Krupp estableció el "Generalregulativ" como la constitución básica de la empresa. La compañía era una empresa individual, heredada por primogenitura, con un estricto control de los trabajadores. Krupp exigía un juramento de lealtad,: 364  obligaba a los trabajadores a que obtuvieran un permiso por escrito de sus capataces cuando necesitaran usar el baño, y emitió proclamas en las que les decía a sus trabajadores que no se preocuparan por la política nacional. A cambio, Krupp proporcionó servicios sociales que eran inusualmente liberales para la época, incluidas "colonias de viviendas" con parques, escuelas y áreas de recreo, mientras que los beneficios laborales previstos aseguraban el bienestar de los trabajadores y sus familias en caso de enfermedad o muerte. Essen pasó a ser una gran colonia industrial, y Krupp se convirtió de facto en un estado profundo, con una legión de "Kruppianers" tan leales a la empresa y a la familia Krupp como a la nación y a la dinastía Hohenzollern. La estrategia paternalista de Krupp fue adoptada por Bismarck como política gubernamental, con el propósito de utilizarla como una medida preventiva contra las tendencias socialdemócratas, y posteriormente influiría en el desarrollo y la adopción del concepto del Führerprinzip (principio de autoridad) por Adolf Hitler.: 416 
El programa de servicios sociales de Krupp comenzó alrededor de 1861, cuando se constató que no había suficientes casas en la ciudad para los empleados de la empresa, por lo que la propia empresa comenzó a construir viviendas. En 1862, diez casas estaban listas para los capataces, y en 1863 se construyeron las primeras casas para trabajadores en Alt Westend. Neu Westend se construyó en 1871 y 1872. En 1905, se proporcionaron 400 casas, muchas de las cuales se entregaron gratuitamente a las viudas de antiguos trabajadores. Se fundó una cooperativa en 1868, que se convirtió en una Consum-Anstalt, y sus ganancias se dividieron según las cantidades compradas. Una pensión para hombres solteros, denominada Ménage, comenzó a funcionar en 1865 con 200 residentes, y en 1905 acomodaba a 1000. Se proporcionaron baños y los empleados recibieron servicios médicos gratuitos. Se formaron sociedades de seguros de accidentes, de vida y de enfermedad, y la firma contribuyó a su apoyo, incluyendo escuelas de formación técnica y profesional.
Krupp también fue tenido en alta estima por el káiser, quien despidió a Julius von Verdy du Vernois y a su sucesor Hans von Kaltenborn por rechazar el diseño de Krupp del cañón C-96. Bromeando sobre el asunto, llegó a decir que "¡He tenido que engañar a tres Ministros de Guerra por Krupp, y todavía no se dan cuenta!"
Krupp proclamó que deseaba que "viniera un hombre que comenzara una contrarrevolución" frente a judíos, socialistas y liberales. En algunos de sus estados de ánimo más extraños, consideró asumir él mismo este papel. Según el historiador William Manchester, el bisnieto del industrial interpretaría estos arrebatos como una profecía cumplida con la llegada al poder de Adolf Hitler.
El matrimonio de Krupp no fue feliz. Su esposa Bertha (que no debe confundirse con su abuela Bertha Krupp), no estaba dispuesta a permanecer en el contaminado ambiente industrial de Essen que envolvía Villa Hügel, la mansión que Krupp diseñó. Pasó la mayor parte de sus años de casada con su único hijo, residiendo en balnearios y hoteles.

### La época de Friedrich Alfred (1887-1902)

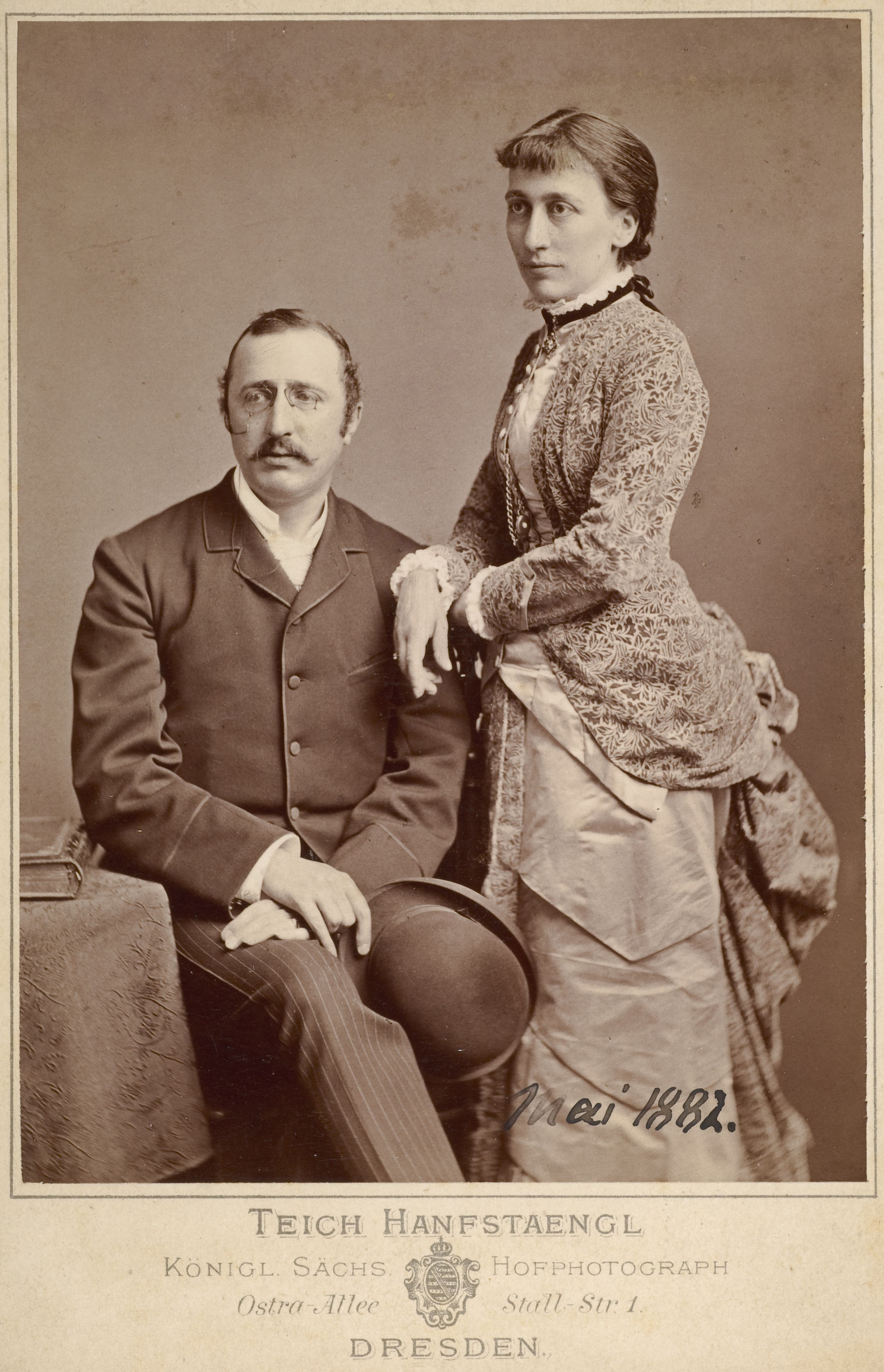
Friedrich Alfred Krupp y su esposa Margarethe (1882)

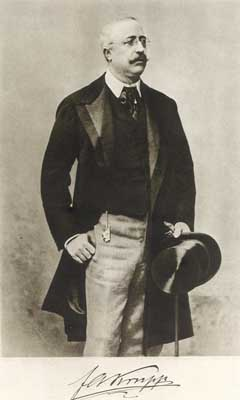
Friedrich Alfred Krupp, 1900

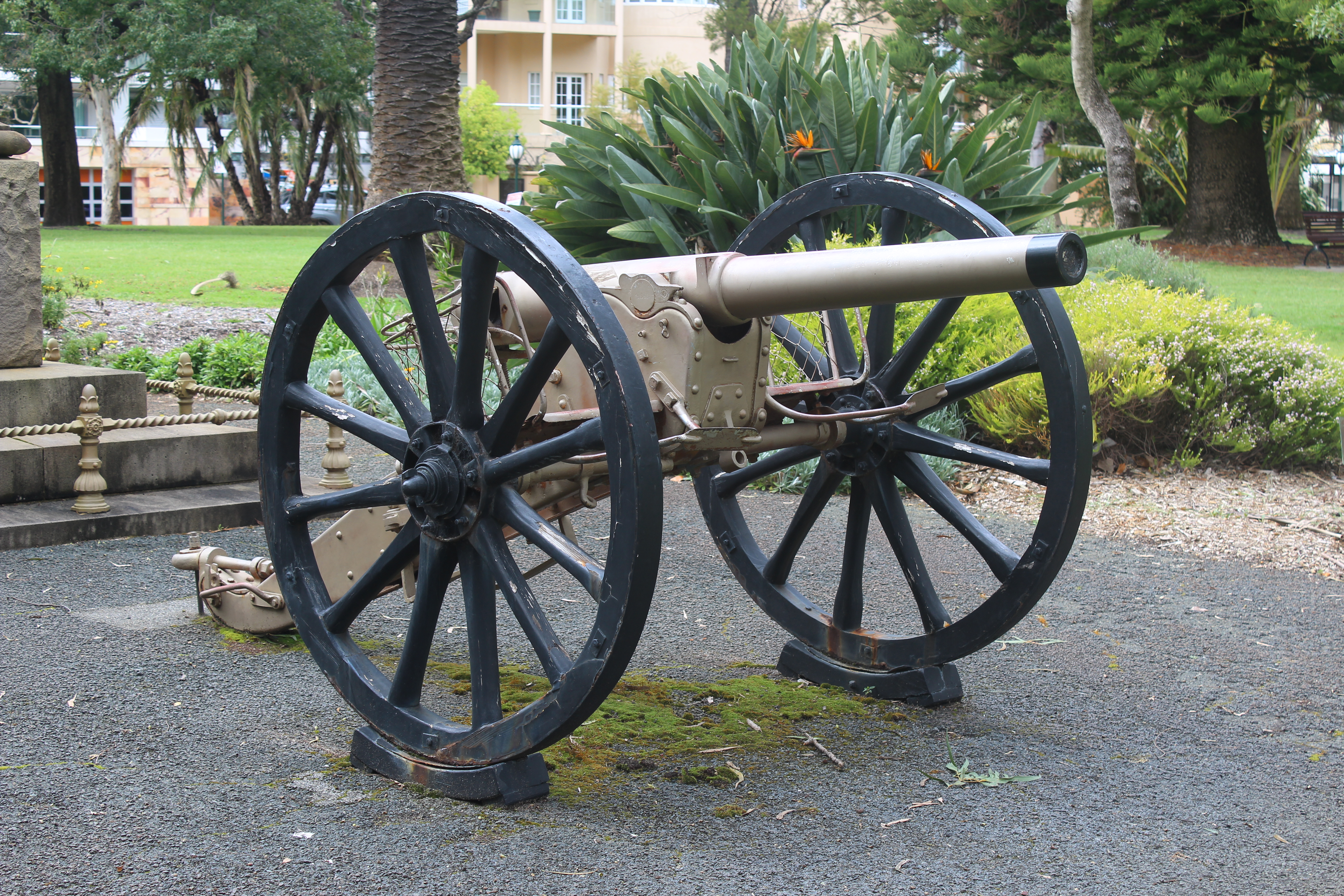
Cañón Krupp de 75 mm (1897)

Después de la muerte de Krupp en 1887, su único hijo, Friedrich Alfred, continuó con el trabajo. El padre había sido un hombre duro, conocido como "Herr Krupp" desde su adolescencia. Friedrich Alfred fue llamado "Fritz" toda su vida, y era sorprendentemente diferente a su padre en apariencia y personalidad. Era un filántropo, una rareza entre los líderes industriales del Ruhr. Parte de su filantropía apoyó el estudio de eugenesia.
Fritz era un hábil hombre de negocios, aunque de un tipo diferente al de su padre. Era un maestro de la venta sutil y cultivó una estrecha relación con el Kaiser, Guillermo II. Bajo la dirección de Fritz, el negocio de la empresa floreció cada vez más lejos, extendiéndose por todo el mundo. Se centró en la fabricación de armas, ya que el mercado ferroviario estadounidense compraba el material a su propia industria siderúrgica en crecimiento.
Promovió la fabricación de muchos productos nuevos, que contribuyeron a cambiar la historia de las guerras siguientes. En 1890, Krupp desarrolló el acero al níquel, una aleación que era lo suficientemente dura como para permitir construir blindajes y cañones para los acorazados más ligeros, capaces de utilizar la pólvora mejorada por Nobel. En 1892, Krupp compró Gruson mediante una agresiva oferta pública de adquisición. Se convirtió en Krupp-Panzer y fabricó placas de blindaje y torretas de barcos. En 1893 Rudolf Diesel trajo su nuevo motor a Krupp para construirlo. En 1896, compró Germaniawerft en Kiel, que se convirtió en el principal constructor de buques de guerra de Alemania y construyó el primer U-Boot alemán en 1906.
Fritz se casó con Magda y tuvieron dos hijas: Bertha (1886-1957) y Barbara (1887-1972); esta última se casó con Tilo Freiherr von Wilmowsky (1878-1966) en 1907.
Fritz fue arrestado el 15 de octubre de 1902 por la policía italiana en su retiro en la isla mediterránea de Capri, donde se le acusó de disfrutar de la compañía de unos cuarenta adolescentes italianos. La noticia fue aireada por la prensa alemana, y una semana después el magnate fue encontrado muerto en sus habitaciones de la villa de Essen. La muerte se calificó como una apoplejía, aunque se rumoreó que pudiera haber sido un suicidio, y los detalles del suceso nunca estuvieron claros. Su esposa fue internada en una institución psiquiátrica por locura.

### La época de Gustav (1902-1941)

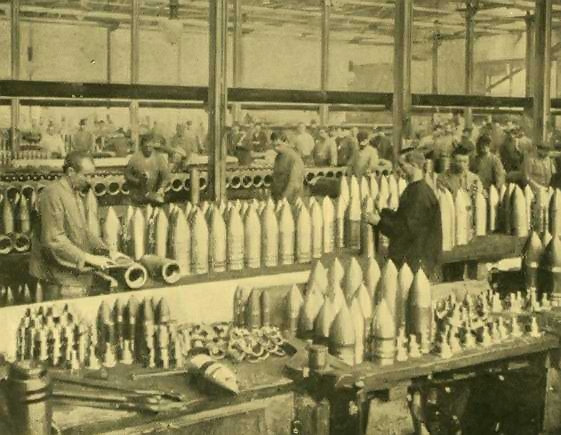
Trabajadores en 1905

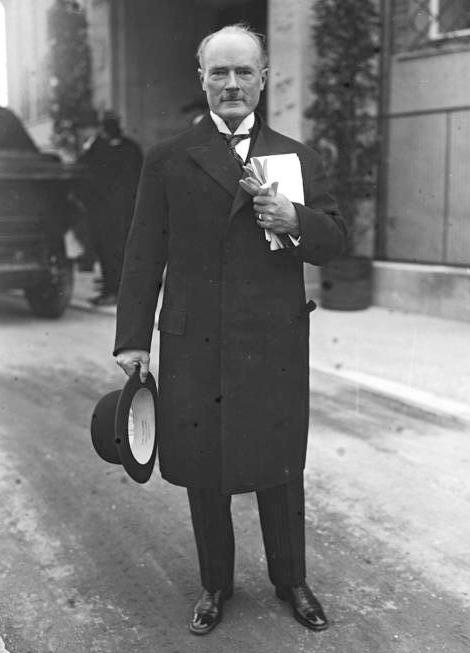
Gustav Krupp von Bohlen und Halbach (1931)

Tras la muerte de Fritz, su hija adolescente Bertha heredó la firma. En 1903, la empresa se incorporó formalmente como sociedad por acciones, creándose la Fried. Krupp Grusonwerk AG. Sin embargo, Bertha poseía todas las acciones menos cuatro. Al Káiser Guillermo II le pareció que era impensable que la empresa Krupp estuviera dirigida por una mujer. Hizo los arreglos para que Bertha se casara con Gustav von Bohlen und Halbach, un cortesano prusiano destinado en el Vaticano y nieto del general de la guerra civil estadounidense Henry Bohlen. Por proclamación imperial en la boda, Gustav recibió el apellido adicional "Krupp", que iba a ser heredado por primogenitura junto con la empresa.
En 1911, Gustav compró Hamm Wireworks para fabricar alambre de púas.: 313  En 1912, Krupp comenzó a fabricar acero inoxidable. En ese momento, el 50% del armamento de Krupp se vendía a Alemania y el resto a otras 52 naciones. La empresa había invertido en todo el mundo, incluso formando carteles con otras empresas internacionales. Essen era la sede de la empresa. En 1913, Alemania encarceló a varios oficiales militares por vender secretos a Krupp, en lo que se conoció como el "escándalo Kornwalzer".: 182  El propio Gustav no fue sancionado y solo despidió a un director, Otto Eccius.
Después de que el Archiduque Francisco Fernando de Austria fuera asesinado en 1914, Krupp compró a sus herederos la villa Blühnbach (localizada en Werfen, en los Alpes austríacos),: 15  que había sido una residencia del Arzobispo de Salzburgo.

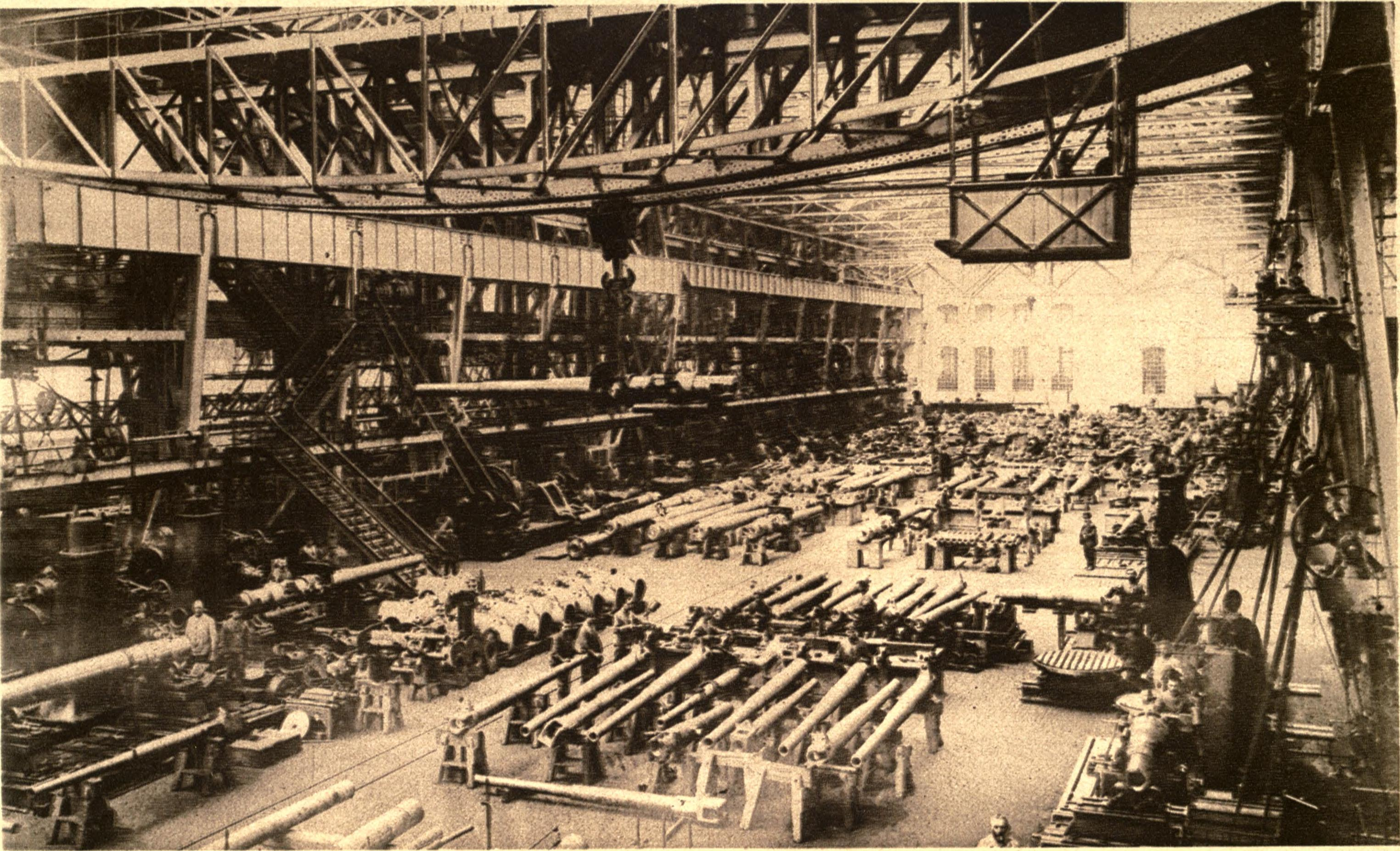
La Fábrica de Cañones Krupp durante la Primera Guerra Mundial

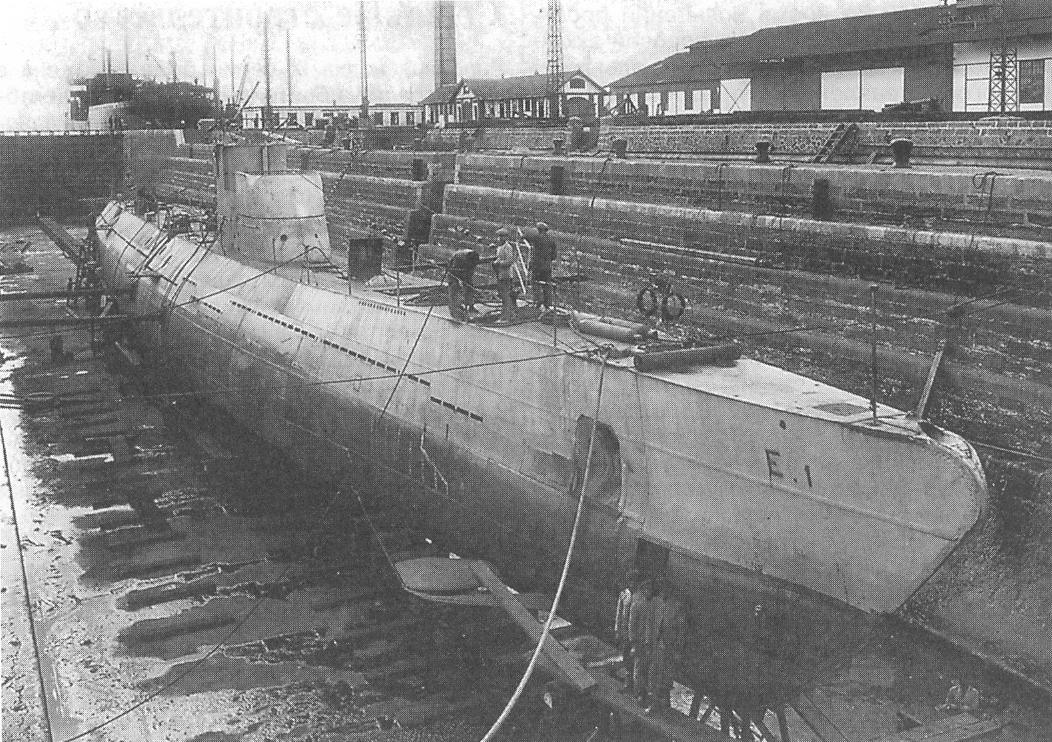
Submarino TCG Gür (1934), diseñado por Krupp y construido en España para la Armada Turca

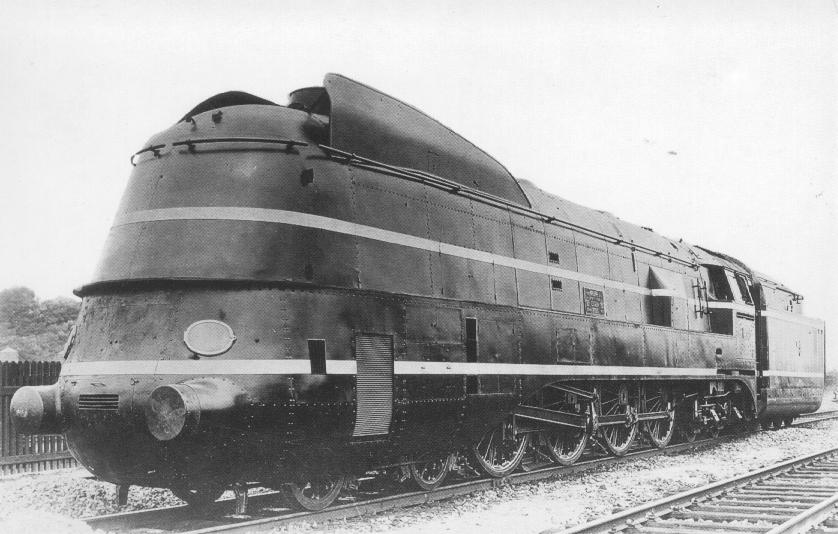
Locomotora de vapor carenada Krupp (1939)

Gustav lideró la firma a lo largo de la Primera Guerra Mundial, concentrándose casi por completo en la fabricación de artillería, particularmente tras la pérdida de mercados extranjeros como resultado del bloqueo aliado. Durante la guerra, Vickers de Inglaterra canceló los pagos por los derechos de patente a Krupp (que tenía registrado el diseño de las espoletas fabricadas por su rival británico). El pago atrasado se realizó en 1926.
En 1916, el gobierno alemán se apoderó de la industria belga y reclutó a civiles belgas para realizar trabajos forzados en el Ruhr. Se trataba de novedades en la guerra moderna, incluyendo la violación de las Convenciones de La Haya, de las que Alemania era signataria. Durante la guerra, Germaniawerft (el astillero de Krupp) produjo 84 submarinos para la armada alemana, así como el carguero submarino Deutschland, destinado a enviar materia prima a Alemania a pesar del bloqueo.
Después de la guerra, la empresa se vio obligada a renunciar a la fabricación de armas. Gustav intentó reorientarse hacia los productos de consumo, bajo el lema "¡Wir machen alles!" (¡Hacemos de todo!),: 370  pero operando a pérdida durante años. La empresa despidió a 70.000 trabajadores, pero pudo evitar los disturbios socialistas continuando con la indemnización por despido y sus famosos servicios sociales para los trabajadores. La compañía abrió un hospital dental para proporcionar dientes y mandíbulas de acero a los veteranos heridos. En esta época, recibió un contrato del Ferrocarril Estatal Prusiano y fabricó su primera locomotora.
En 1920, se produjo el Levantamiento del Ruhr como reacción al Golpe de Estado de Kapp. El Ejército Rojo del Ruhr (el Rote Soldatenbund), se apoderó de gran parte de la Renania desmilitarizado sin oposición. La fábrica de Krupp en Essen fue ocupada: 372  y se declararon repúblicas independientes, pero fuerzas de la Reichswehr alemana invadieron la región desde Westfalia y rápidamente restablecieron el orden. Ese mismo año, Gran Bretaña supervisó el desmantelamiento de gran parte de la fábrica de Krupp,: 374  reduciendo su capacidad a la mitad y enviando equipos industriales a Francia como reparaciones de guerra.
En el escenario de hiperinflación de 1923, la firma imprimió Kruppmarks para su uso en Essen, que era la única moneda estable allí. Francia y Bélgica ocuparon el Ruhr y establecieron la ley marcial. Los soldados franceses que inspeccionaban la fábrica de Krupp en Essen fueron acorralados por los trabajadores en un garaje, abriendo fuego con una ametralladora y matando a trece obreros. Este incidente provocó asesinatos en represalia y sabotajes en Renania, y cuando Krupp celebró un gran funeral público para los trabajadores, los franceses lo multaron y encarcelaron. Esto lo convirtió en un héroe nacional, y los franceses le concedieron una amnistía después de siete meses.: 241 
Aunque Krupp era un monárquico de corazón, cooperó con la República de Weimar: como fabricante de municiones, su primera lealtad fue hacia el gobierno en el poder. Estaba profundamente involucrado en el movimiento oculto dedicado a que el ejército alemán (Reichswehr) evitara las restricciones que se le habían impuesto en el Tratado de Versalles (1919), y secretamente se dedicó al diseño y fabricación de armas. En 1921, Krupp compró Bofors en Suecia: 248  como "fachada" para poder vender armas a naciones neutrales, como Holanda y Dinamarca. En 1922, Krupp estableció Suderius AG en los Países Bajos, como empresa fachada para la construcción naval, y vendió diseños de submarinos a naciones neutrales, incluidos los Países Bajos, España, Turquía, Finlandia y Japón. El canciller alemán Joseph Wirth dispuso que Krupp continuara diseñando en secreto artillería y tanques, coordinando su trabajo con el jefe del ejército von Seeckt y el jefe de la marina Paul Behncke. Krupp pudo ocultar esta actividad a los inspectores aliados durante cinco años y mantuvo a sus ingenieros más capacitados al contratarlos para los gobiernos de Europa del Este, incluida Rusia.
En 1924, Francia, Gran Bretaña, Bélgica, Luxemburgo, Austria, Checoslovaquia y Alemania establecieron en Luxemburgo la Asociación del Acero en Bruto (Rohstahlgemeinschaft), como un cartel de fijación de cuotas para el carbón y el acero.: 391  Sin embargo, Alemania optó por violar las cuotas y pagar multas para monopolizar la producción del Ruhr y seguir fabricando acero de alta calidad. En 1926, Krupp inició la fabricación de carburo de cobalto-tungsteno Widia ("Wie Diamant"). En 1928, la industria alemana bajo el liderazgo de Krupp puso fin a una huelga general, despidió a 250.000 trabajadores y alentó al gobierno a recortar los salarios en un 15%. En 1929, el edificio Chrysler se coronó con acero fabricado por Krupp.: 391 
Gustav y especialmente Bertha se mostraron inicialmente escépticos con respecto a Adolf Hitler, que no era de su clase. El escepticismo de Gustav hacia los nazis se desvaneció cuando Hitler abandonó los planes para nacionalizar los negocios, los comunistas obtuvieron escaños en las elecciones del 6 de noviembre y el canciller Kurt von Schleicher sugirió una economía planificada con controles de precios. A pesar de esto, hasta el día antes de que el presidente Paul von Hindenburg nombrara canciller a Hitler, Gustav le advirtió que no lo hiciera. Sin embargo, después de que Hitler ganó el poder, Gustav se enamoró de los nazis (Fritz Thyssen lo describió como "un supernazi"), hasta un punto que su esposa y sus subordinados encontraron extraño.
En 1933, Hitler nombró a Gustav presidente de la Federación de la Industria Alemana del Reich. Gustav expulsó a los judíos de la organización y disolvió la junta, estableciéndose como el único que tomaba las decisiones. Hitler visitó a Gustav justo antes de la Noche de los cuchillos largos de 1934, que entre otras cosas eliminó a muchos de los que realmente creían en el "socialismo" del "nacionalsocialismo". Gustav apoyó el "Fondo de Dotación Adolf Hitler de la Industria Alemana", administrado por Bormann, utilizado para recolectar millones de marcos de empresarios alemanes. Como parte del programa secreto de rearme de Hitler, Krupp se expandió de 35.000 a 112.000 empleados.
Gustav estaba alarmado por la política exterior agresiva de Hitler después de los Acuerdos de Múnich, pero para entonces estaba sucumbiendo rápidamente a la senilidad, siendo paulatinamente desplazado por su hijo Alfried. Terminada la Segunda Guerra Mundial, estaría involucrado en los Juicios de Núremberg, pero nunca se le llegó a procesar debido a su avanzado estado de demencia. Por lo tanto, fue el único alemán acusado de criminal de guerra después de las dos guerras mundiales.: 167  Su esposa lo cuidó en una pensión situada cerca de Blühnbach hasta su muerte en 1950. Sería incinerado y enterrado casi en secreto, a pesar de ser todavía uno de los personajes más notorios de la zona de ocupación norteamericana.

### La época de Alfried (1941-1967)

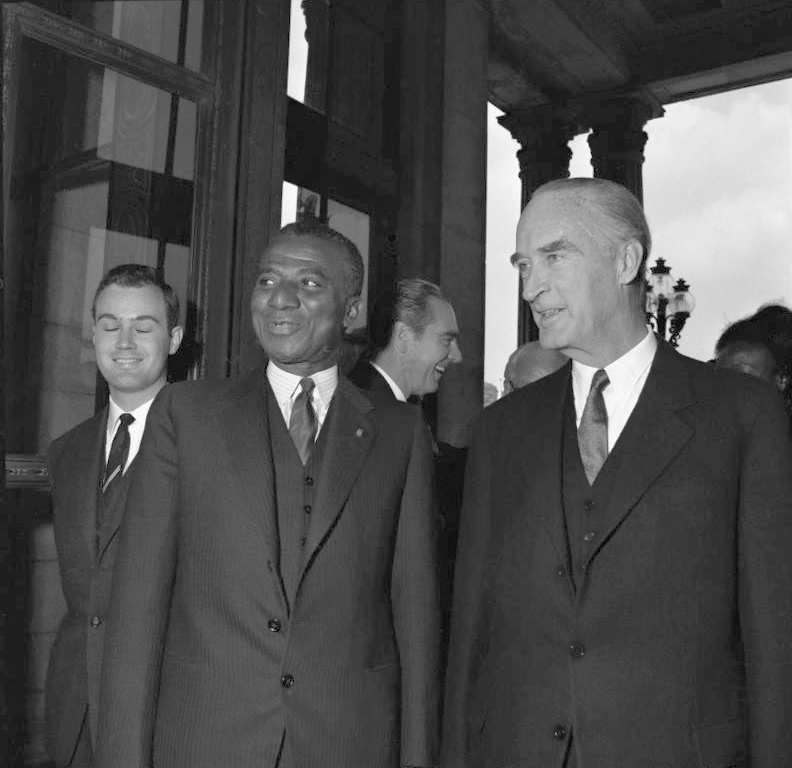
Alfried Krupp von Bohlen und Halbach (a la derecha), con el presidente de Togo Sylvanus Olympio, durante su visita a Villa Hügel el 17 de mayo de 1961

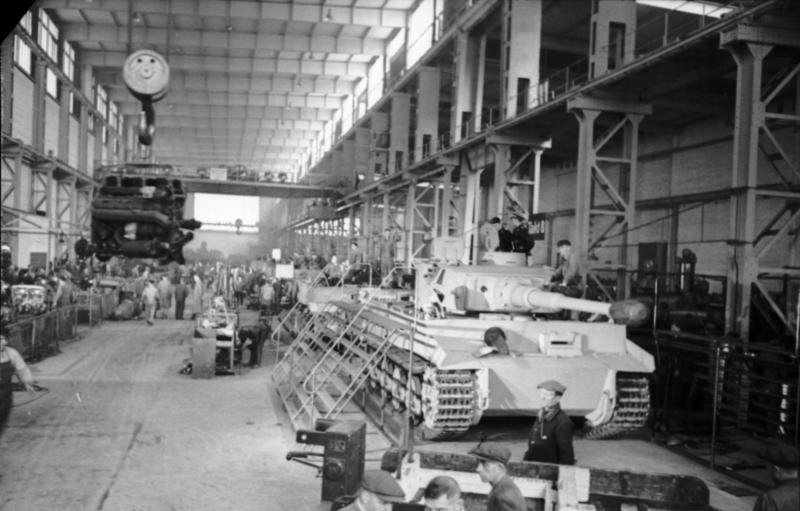
Tanques Panzer VI Tiger producidos por Krupp

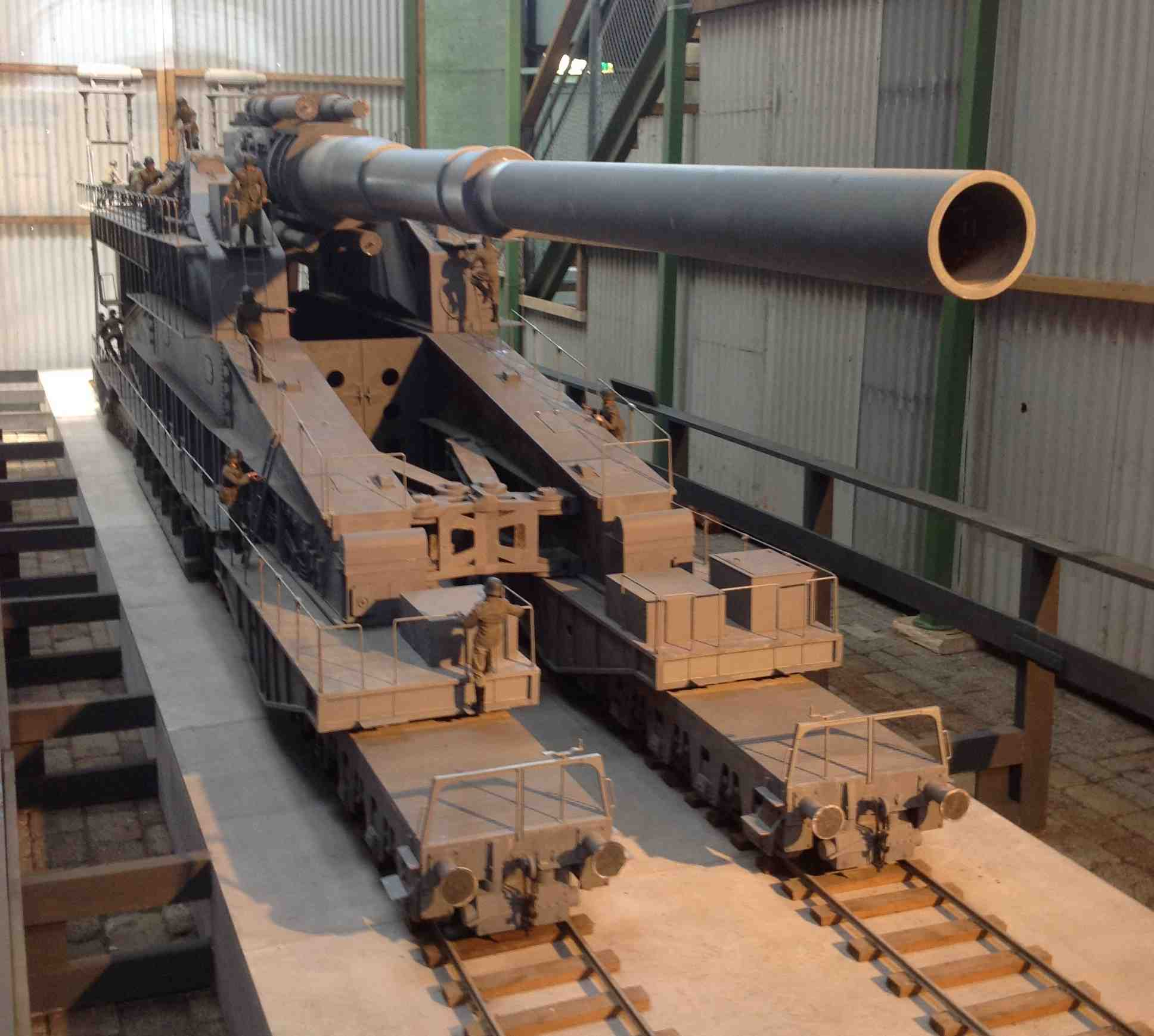
Maqueta del Cañón Dora de calibre 800 mm (1941-1945)

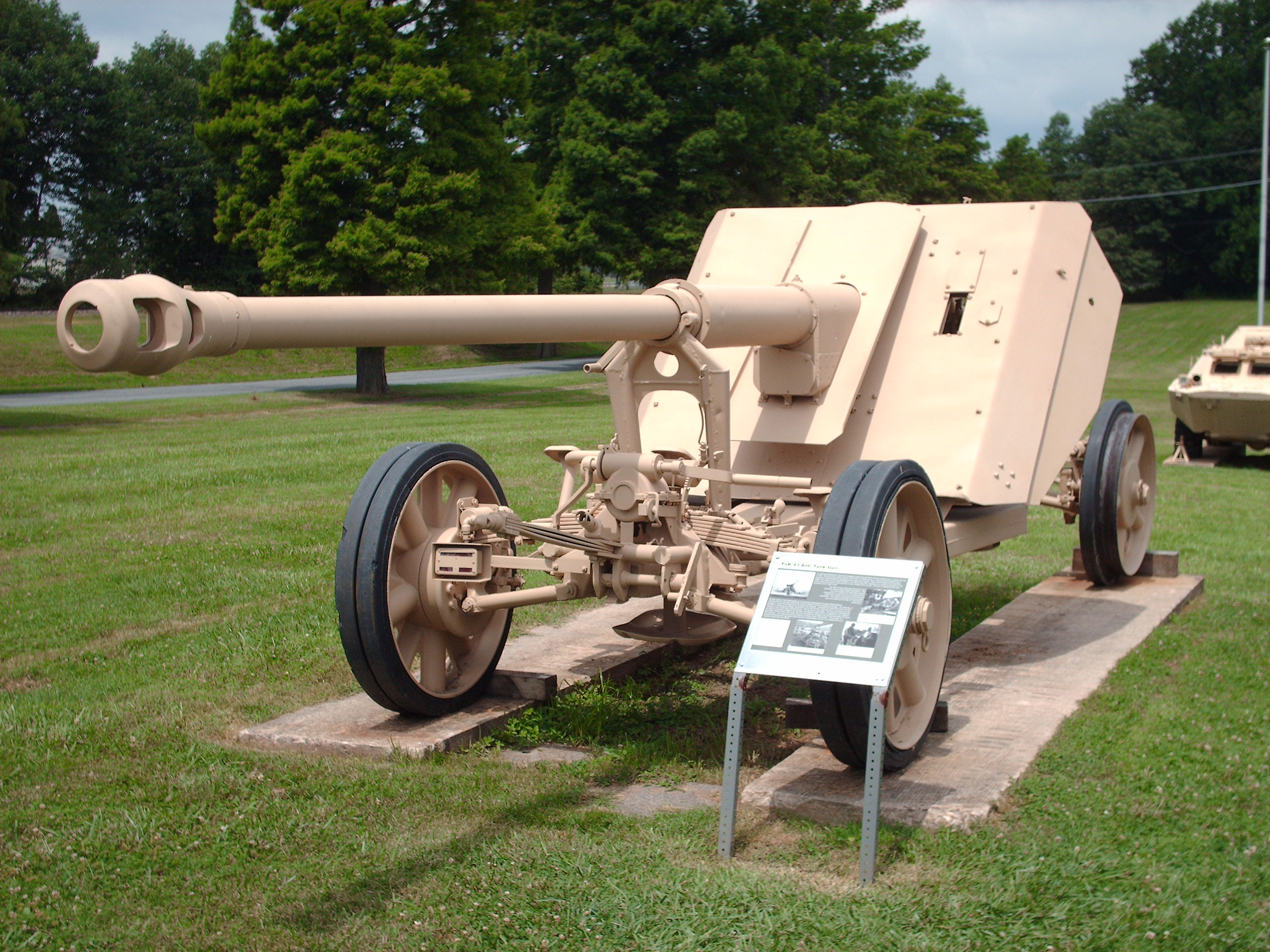
Cañón 8.8 cm Pak 43

Como hijo mayor de Bertha Krupp, Alfried estaba destinado por tradición familiar a convertirse en el único heredero de la empresa Krupp. Fotógrafo aficionado y navegante olímpico a vela, fue uno de los primeros partidarios del nazismo entre los industriales alemanes. Se unió a las SS en 1931 y nunca negó su lealtad a Hitler.
La salud de su padre comenzó a deteriorarse en 1939, y después de un derrame cerebral en 1941, Alfried asumió el control total de la empresa, continuando su papel como principal proveedor de armas a la Alemania en guerra. En 1943, Hitler decretó la Lex Krupp,: 534  autorizando la transferencia de todas las acciones de Bertha a Alfried, adjudicándole el apellido "Krupp" y desposeyendo de la herencia familiar a sus hermanos.
Durante la guerra, a Krupp se le permitió hacerse cargo de muchas industrias en las naciones ocupadas, incluidas las acerías de Arthur Krupp en Berndorf, Austria, la Corporación Alsaciana de Construcción Mecánica (Elsaessische Maschinenfabrik AG, o ELMAG), la fábrica de tractores de Robert Rothschild en Francia, la fábrica de Škoda en Checoslovaquia, y Deutsche Schiff-und Maschinenbau AG (Deschimag) en Bremen.: 211  Esta actividad se convirtió en la base de la acusación de "saqueo" en el juicio por crímenes de guerra de los ejecutivos de Krupp después de la guerra.
Como otros criminales de guerra, Krupp utilizó mano de obra esclava, tanto prisioneros de guerra como civiles de países ocupados, y los representantes de Krupp fueron enviados a campos de concentración para seleccionar trabajadores. El trato a los esclavos judíos y eslavos fue particularmente severo, ya que se los consideró sub-humanos en la Alemania Nazi, y los judíos fueron el objetivo de la "exterminación mediante trabajos forzados". El número de esclavos no se puede calcular con exactitud debido a su constante fluctuación, pero se estima en unos 100.000, en un momento en que los empleados libres de Krupp eran 278.000. El número más alto de trabajadores esclavos judíos en un momento dado fue de unos 25.000 en enero de 1943.
En 1942-1943, Krupp construyó la fábrica de Berthawerk (llamada así por su madre), cerca del campo de trabajo de Markstädt para la producción de espoletas de artillería. Allí se utilizaba a las mujeres judías como mano de obra esclava, alquiladas a las SS por 4 marcos por cabeza al día. Más tarde, en 1943, pasó a manos de la Union Werke.
En 1942, aunque la Rusia en retirada se llevó muchas instalaciones industriales a los Urales, las fábricas de acero eran simplemente demasiado grandes para poder ser trasladadas. Krupp se hizo cargo de la producción, incluso en las plantas de acero de Molotov cerca de Járkov y de Kramatorsk: 510  en el este de Ucrania, y en las minas que suministran hierro, manganeso y cromo, vitales para la producción de acero.
Durante la batalla de Stalingrado en 1942 convenció a Krupp de que Alemania perdería la guerra, y en secreto, comenzó a liquidar sus bonos del gobierno. Esto le permitió retener gran parte de su fortuna y esconderla en el extranjero.
A partir de 1943, los bombardeos aliados sobre la Región del Ruhr no consiguieron acabar con la capacidad industrial de la compañía, dado que la mayor parte de los daños en las fábricas de Krupp se produjeron en los campos de trabajo esclavo, y la producción de tanques alemanes siguió aumentando de 1000 a 1800 unidades por mes.: 548  Sin embargo, al final de la guerra, con una escasez de mano de obra que impedía las reparaciones, las principales fábricas estaban fuera de servicio.
El 25 de julio de 1943, la Real Fuerza Aérea atacó la fábrica de Krupp con 627 bombarderos pesados, arrojando 2032 toneladas largas de bombas en un ataque dirigido mediante el sistema de navegación Oboe. A su llegada a la factoría a la mañana siguiente, Gustav Krupp sufrió un ataque del que nunca se recuperó.

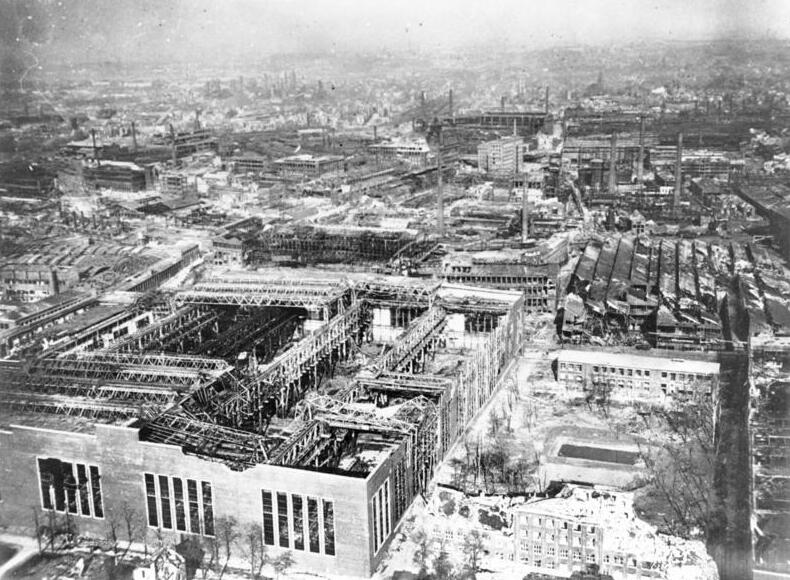
La Fábrica Krupp devastada (Essen, 1945)

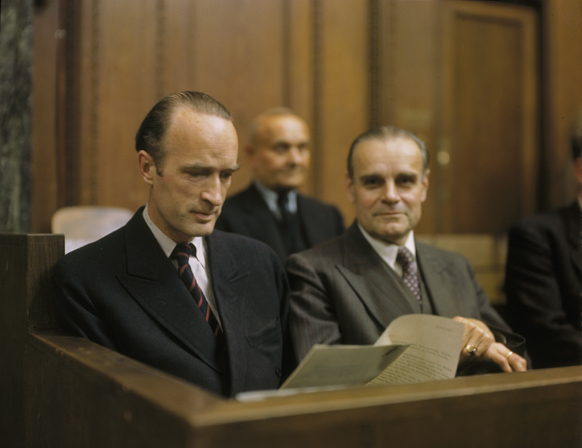
Alfried Krupp (izquierda), durante el "Juicio Krupp"

Después de la guerra, el Ruhr pasó a formar parte de la Zona de Ocupación Británica. Los británicos desmantelaron las fábricas de Krupp, enviando maquinaria a toda Europa como reparaciones de guerra. Los rusos se apoderaron de Grusonwerk de Krupp en Magdeburgo, incluido el proceso de producción del acero al tungsteno. Germaniawerft en Kiel se desmanteló, y el papel de Krupp como fabricante de armas llegó a su fin. La Ley 27 de la Alta Comisión Aliada emitida en 1950, ordenó la disolución de los carteles que integraban la industria alemana.: 231 

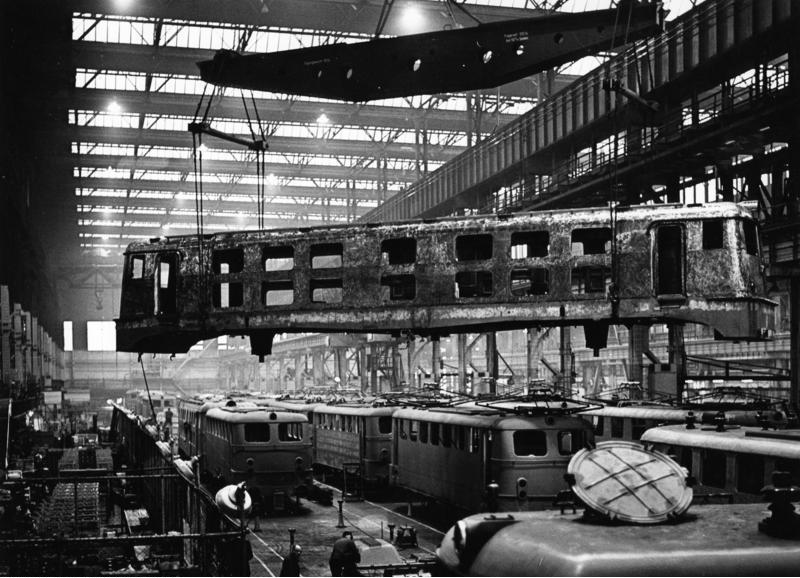
Locomotora eléctrica construida en los Talleres Krupp, Essen, 1960

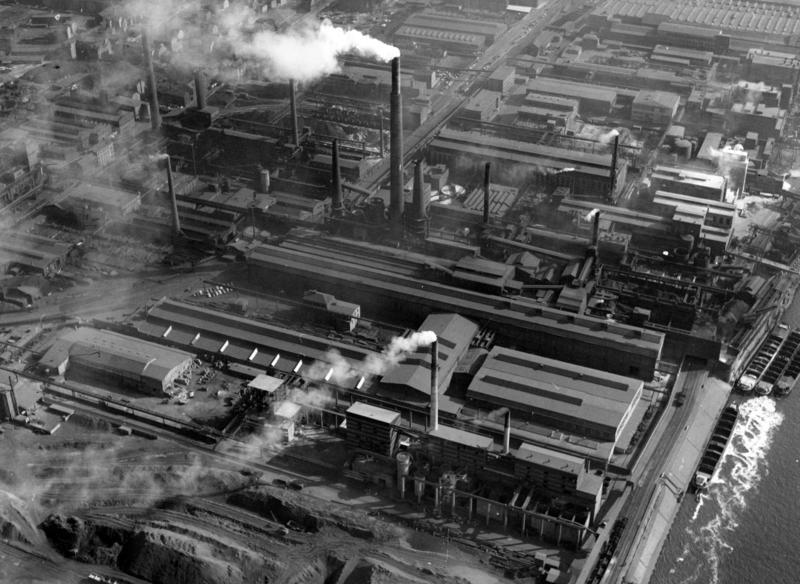
Talleres Krupp, Essen, 1961

Mientras tanto, Alfried ingresó en la Prisión de Landsberg,: 229  donde Hitler había sido encarcelado en 1924. En el Juicio Krupp, celebrado en 1947-1948 en Núremberg después del proceso principal, Alfried y la mayoría de los acusados en la causa fueron condenados por crímenes de lesa humanidad (saqueo y esclavitud laboral), siendo absuelto de los delitos de atentado contra la paz y conspiración. Alfried fue condenado a 12 años de prisión y al "decomiso de todos [sus] bienes, tanto reales como personales", lo que lo convirtió en un indigente. Dos años después, el 31 de enero de 1951, John J. McCloy, Alto Comisionado de la zona de ocupación estadounidense, concedió una amnistía a los acusados de Krupp. Gran parte del imperio industrial de Alfried fue restaurado, pero se vio obligado a transferir parte de su fortuna a sus hermanos y renunció a la fabricación de armas.
Para entonces,  ya había comenzado el milagro económico en la República Federal de Alemania, y la guerra de Corea había cambiado la prioridad de Estados Unidos de la desnazificación al anticomunismo. La industria alemana pasó a ser vista como parte integral de la recuperación económica de la Europa Occidental, y se levantó el límite a la producción de acero y se rehabilitó la reputación de las empresas e industrias de la era de Hitler.
En 1953, Krupp negoció el acuerdo de Mehlem con los gobiernos de Estados Unidos, Gran Bretaña y Francia. La Lex Krupp promovida por Hitler se mantuvo, restableciendo a Alfried como propietario único, pero las empresas mineras y siderúrgicas de la compañía se enajenaron, bajo el compromiso de retirar sus inversiones en 1959. Hay pocas pruebas de que Alfried tuviera la intención de cumplir su parte del trato, y continuó recibiendo beneficios de las empresas embargadas.
A pesar de tener solo 16.000 empleados y 16.000 pensionistas, Alfried se negó a recortar las pensiones. Liquidó los negocios no rentables, como la construcción naval, la fabricación de llantas de ferrocarril y el equipo agrícola. Contrató a Berthold Beitz, un ejecutivo de seguros, como la cara de la empresa, y comenzó una campaña de relaciones públicas para promover Krupp en todo el mundo, omitiendo las referencias al nazismo o la fabricación de armas. Comenzando con Adenauer, estableció la diplomacia personal con los jefes de Estado, haciendo tratos abiertos y secretos para vender equipos y experiencia en ingeniería. La expansión fue significativa en las antiguas colonias africanas de Gran Bretaña y detrás del Telón de Acero, en países deseosos de industrializarse pero que desconfiaban de la OTAN. Krupp construyó trenes de laminado en México, fábricas de papel en Egipto, fundiciones en Irán, refinerías en Grecia, una planta de procesamiento de aceite vegetal en Sudán y su propia planta de acero en Brasil. En la India, reconstruyó Rourkela en Odisha como ciudad empresarial similar a la propia Essen.: 834  En Alemania Occidental, Krupp fabricó aviones de combate en Bremen, como empresa conjunta con United Aircraft,: 846  y construyó un reactor atómico en Jülich, financiado en parte por el gobierno. La empresa se expandió a 125.000 empleados en todo el mundo y, en 1959, Krupp era la cuarta compañía más grande de Europa (después de Royal Dutch, Unilever y Mannesmann AG) y la duodécima más grande del mundo.
1959 también fue la fecha límite de Krupp para vender sus industrias enajenadas, pero fue apoyado por otros industriales del Ruhr, que se negaron a presentar ofertas. Krupp no solo recuperó el control de esas empresas en 1960, sino que utilizó una empresa fantasma en Suecia para comprar Bochumer Verein für Gussstahlfabrikation AG, en su opinión, el mejor fabricante de acero que quedaba en Alemania Occidental. El Mercado Común permitió estos movimientos, terminando efectivamente con la política aliada de desagregar los carteles. Alfried era el hombre más rico de Europa y estaba entre el puñado de multimillonarios del mundo.
El trato a los judíos durante la guerra seguía siendo un problema. En 1951, Adenauer reconoció que "se perpetraron crímenes atroces en nombre del pueblo alemán, que les imponen la obligación de hacer reparaciones morales y materiales". Las negociaciones mantenidas en la Conferencia de Reclamaciones dieron como resultado el Acuerdo de Reparaciones entre Israel y Alemania Occidental. IG Farben, Siemens AG, Krupp, AEG, Telefunken y Rheinmetall proporcionaron por separado una compensación a los trabajadores esclavos judíos, pero Alfried se negó a considerar una compensación para los trabajadores esclavos no judíos.
A mediados de la década de 1960, una serie de golpes acabó con el estatus especial de Krupp. Una recesión en 1966 expuso el desmesurado endeudamiento de la empresa y convirtió a las preciadas compañías mineras y siderúrgicas de Alfried en líderes en pérdidas. En 1967, el Tribunal Fiscal de Alemania puso fin a las exenciones del impuesto a las ventas para las empresas privadas, de las cuales Krupp era la más grande, y anuló la exención del impuesto a la herencia de la era Hitler.: 963  El único hijo de Alfried, Arndt von Bohlen und Halbach (1938-1986), no se interesaría en el negocio familiar y estaba dispuesto a renunciar a su herencia. Alfried dispuso que la empresa se reorganizara como corporación y fundación dedicada a la investigación científica, con una generosa pensión para Arndt. Aunque Arndt era homosexual: 261  (como su bisabuelo Friedrich «Fritz» Krupp), estuvo casado, pero no tuvo hijos. Era alcohólico y murió de cáncer en 1986, a los 48 años de edad, 399 años después de que Arndt Krupp llegara a Essen.

### De Alfried Krupp a Thyssen Krupp (1967-1999)

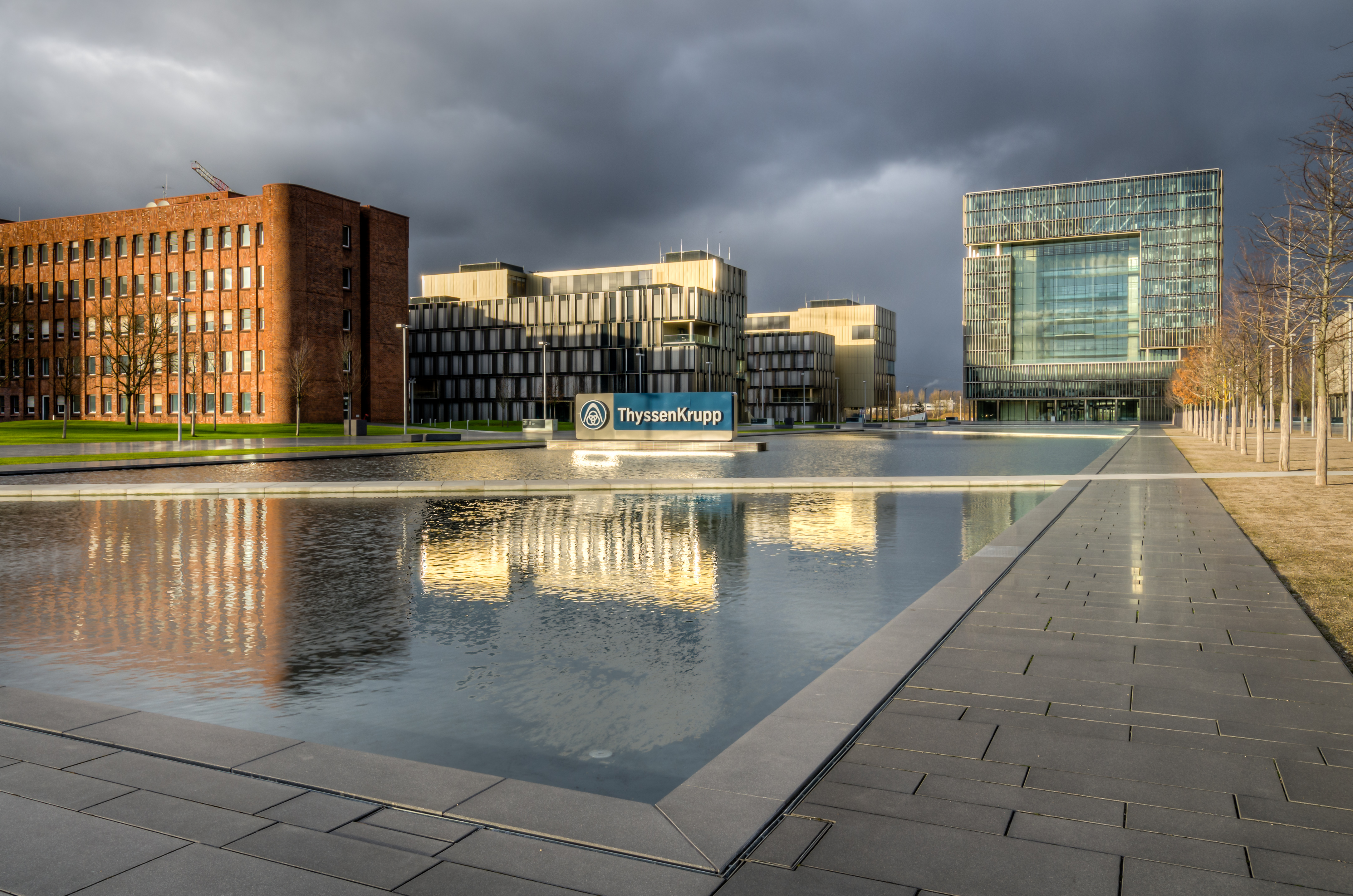
Sede central de Thyssen-Krupp (Essen)

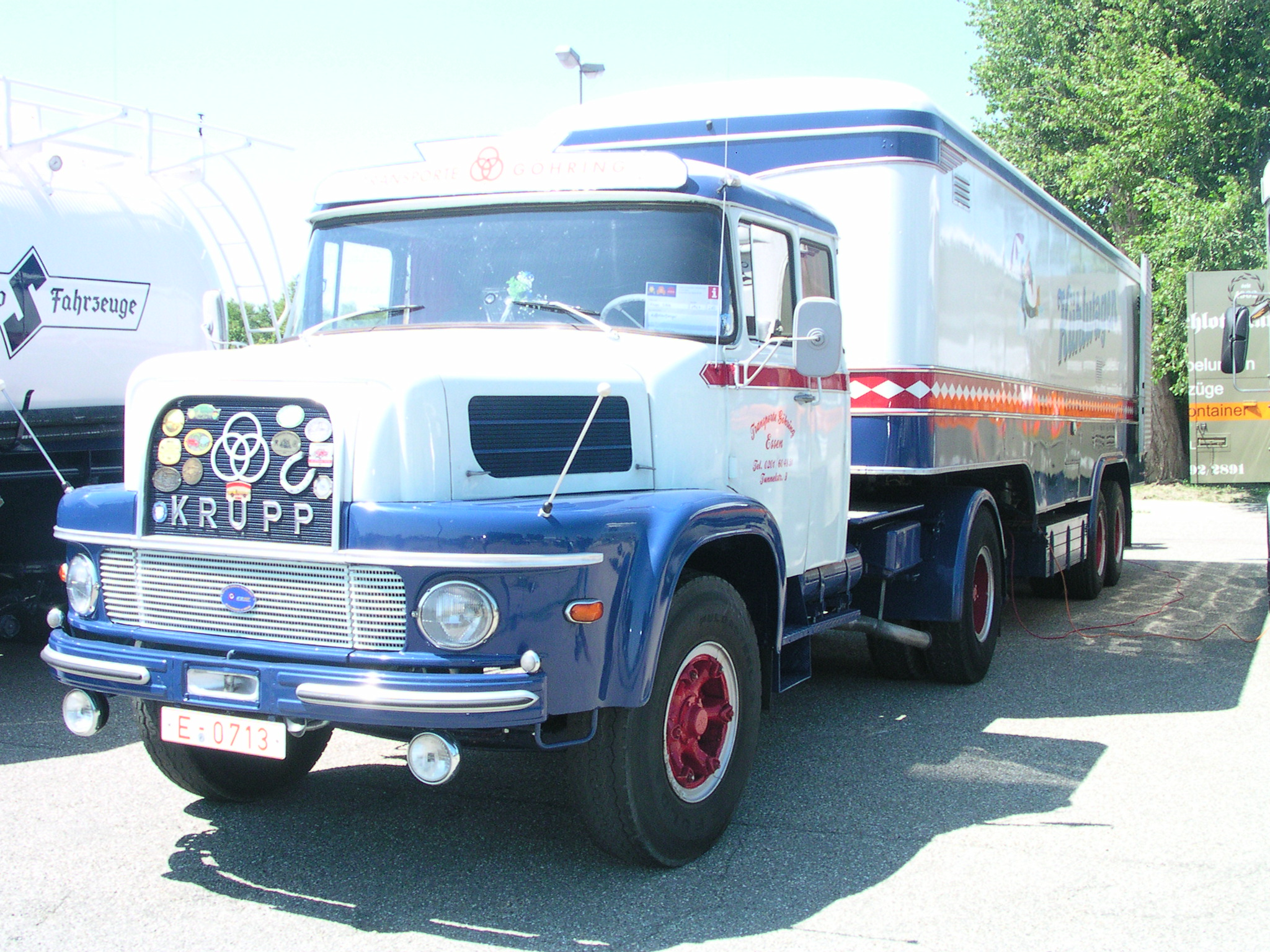
Camión Krupp

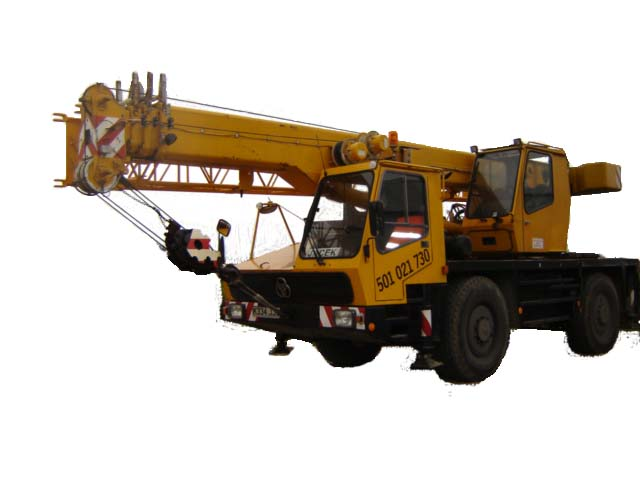
Grúa autopropulsada Krupp

Alfried se había casado dos veces, ambas terminadas en divorcio, y por tradición familiar había excluido a sus hermanos de la gestión de la empresa. Murió en Essen en 1967, y la transformación de la empresa se completó al año siguiente, capitalizada en 500 millones de marcos, con Beitz a cargo de la Fundación Alfried Krupp von Bohlen und Halbach y convertido en presidente del directorio de la corporación hasta 1989. Anteriormente, se había llegado a un acuerdo con su hijo Arndt von Bohlen und Halbach, por el que este renunciaba a sus derechos sucesorios sobre la empresa a cambio de una compensación económica y de una generosa pensión vitalicia.
Entre 1968 y 1990 la fundación otorgó subvenciones por un total de 360 millones de marcos alemanes. En 1969, las minas de carbón se transfirieron a la Ruhrkohle AG. Stahlwerke Südwestfalen se compró para producir acero inoxidable y Polysius AG y Heinrich Koppers para realizar contratos de ingeniería y construcción de plantas industriales.
A principios de la década de 1980, la empresa escindió todas sus actividades operativas y se reestructuró como una sociedad de cartera. "VDM Nickel-Technologie" se compró en 1989, para reforzar el negocio de materiales de alto rendimiento, ingeniería mecánica y electrónica. Ese año, Gerhard Cromme: 275  fue nombrado presidente y director ejecutivo de Krupp. Después de su adquisición hostil de la siderúrgica rival Hoesch AG en 1990-1991, las empresas se fusionaron en 1992 como "Fried. Krupp AG Hoesch Krupp", con Cromme al mando. Después de cerrar una planta siderúrgica principal y despedir a 20.000 empleados, la empresa tenía una capacidad de producción de acero de alrededor de ocho millones de toneladas métricas y unas ventas de alrededor de 28.000 millones de marcos alemanes: 280  (18.900 millones de dólares estadounidenses). La nueva Krupp tenía seis divisiones: acero, ingeniería, construcción de plantas, suministros automotrices, comercio y servicios. Después de dos años de grandes pérdidas, en 1994 siguió una modesta ganancia neta de 40 millones de marcos alemanes (29,2 millones de dólares estadounidenses).
En 1997, Krupp intentó una adquisición hostil de Thyssen, un grupo empresarial más grande que Krupp, pero la oferta fue abandonada después de la resistencia de la dirección de Thyssen y debido a las protestas de sus trabajadores. No obstante, Thyssen acordó fusionar las operaciones de acero plano de las dos empresas, y se creó "Thyssen Krupp Stahl AG" en 1997 como una filial de propiedad conjunta (60% de Thyssen y 40% de Krupp). Aproximadamente 6300 trabajadores fueron despedidos. Más adelante ese mismo año, Krupp y Thyssen anunciaron una fusión total, que se completó en 1999 con la formación de ThyssenKrupp AG. Cromme y Ekkard Schulz fueron nombrados codirectores ejecutivos de la nueva compañía, que opera en todo el mundo en tres áreas comerciales principales: acero, bienes de capital (ascensores y equipos industriales) y servicios (materiales especiales, servicios ambientales, ingeniería mecánica y servicios de andamios).

## Dinastía
1. Amalie Krupp (1732-1810)
2. Friedrich Krupp (1787-1826), fundador de la empresa
3. Alfred Krupp (1812-1887), "El rey de los cañones"
4. Friedrich Alfred Krupp (1854-1902), casado con Margarethe Krupp, de soltera Freiin (aprox. baronesa) von Ende (1854-1931)
5. Bertha Krupp (1886-1957), casada con Gustav Krupp von Bohlen und Halbach (1870-1950)
6. Alfried Krupp von Bohlen und Halbach (1907-1967), "El último Krupp"
7. Arndt von Bohlen und Halbach (1938-1986) (renunció a sus derechos en favor de la fundación 1966)

## Otros familiares
Otros miembros importantes de la familia:
- Hermann Krupp (1814-1879), hermano de Alfred Krupp, fundador de la Berndorfer Metallwarenfabrik en Berndorf, Baja Austria
- Arthur Krupp (1856-1938), empresario y parte esencial en la formación de Berndorf.

Sin parentesco con los Krupp, pero unido en su día en estrecha relación con Alfried Krupp von Bohlen und Halbach y decisivo en el destino de la empresa en la segunda mitad del siglo XX, se encuentra Berthold Beitz, antiguo delegado general de Alfried Krupp y, hasta su muerte, presidente del patronato de la fundación Alfred Krupp von Bohlen und Halbach-Stiftung y el mayor  accionista del consorcio ThyssenKrupp, mientras que Alexander Schoeller fue el socio en la creación de las empresas austríacas.